# 米哈伊爾·弗魯貝爾
米哈伊爾·亞歷山德羅維奇·弗魯貝爾（俄语：Михаи́л Алекса́ндрович Вру́бель，1856年3月17日—1910年4月14日）是一名俄羅斯畫家、素描家與雕塑家。他在繪畫、素描、裝飾雕塑與戲劇等多種媒材中皆展現出豐富且創新的藝術實踐，通常被視為俄羅斯象徵主義傳統中最重要的藝術家之一，也是现代艺术的先驅人物。
根據蘇聯藝術史學者尼娜·德米特里耶娃於1990年所撰寫的弗魯貝爾傳記，她將弗魯貝爾的生平與藝術視為一齣三幕戲劇，其各幕之間的轉換迅速且出人意表。「序幕」指的是他早年的求學與職業選擇階段；「第一幕」則以19世紀80年代為高峰，當時弗魯貝爾就讀於帝國藝術學院，隨後前往基輔研究拜占庭與基督教藝術；「第二幕」對應於所謂的「莫斯科時期」，始於1890年的作品《魔鬼坐鎮》，其後是他與歌劇演唱家娜傑日達·扎貝拉-弗魯貝爾（他的長期模特兒）於1896年的婚姻，並於1902年以《墮落的惡魔》以及隨之而來的治療結束；「第三幕」則自1903年持續至1906年，這一時期弗魯貝爾受精神疾病所苦，身心狀態日益衰弱。
在1880至1890年代，弗魯貝爾的藝術抱負未獲帝國藝術學院與藝術評論界的認可，但他卻吸引了不少私人收藏家與贊助人的青睞，其中包括著名贊助人薩瓦‧馬蒙托夫，以及聚集在《藝術世界》雜誌周圍的畫家與評論家們。最終，弗魯貝爾的作品被展出於《藝術世界》的展覽以及谢尔盖·达基列夫所策劃的回顧展中。到了20世紀初，弗魯貝爾的藝術自然地融入俄羅斯新艺术运动風潮。1905年11月28日，他因「在藝術領域的聲譽」被授予「繪畫院士」的榮譽稱號。

## 早年

### 童年
弗魯貝爾家族並非出身貴族。藝術家的曾祖父安東·安東諾維奇·弗魯貝爾（Anton Antonovich Vrubel，其姓氏來自波蘭語 wróbel，意為「麻雀」）原籍比亚韦斯托克，曾在當地擔任法官。他的兒子米哈伊爾·安東諾維奇·弗魯貝爾（1799年–1859年）選擇軍旅生涯，最終以少將軍銜退役，曾兩度結婚，共育有三子四女。 在生命最後十年間，米哈伊爾·安東諾維奇擔任阿斯特拉罕哥薩克的哥薩克首領。當時阿斯特拉罕的總督是著名地圖學家兼海軍上將格里戈里·巴薩爾金。總督的女兒安娜後來嫁給米哈伊爾·安東諾維奇的長子亞歷山大（來自第一次婚姻），亞歷山大曾畢業於軍官學校，並在坦金步兵團服役，參與高加索戰爭與克里米亞戰爭。1855年，他們的長女安娜·亞歷山德羅夫娜（Anna Aleksandrovna，1855年–1928年）出生，兩人總共育有四名子女。
米哈伊爾·弗魯貝爾於1856年3月17日出生，當時弗魯貝爾一家居住於鄂木斯克，亞歷山大正在那裡擔任第二西伯利亞草原軍團的文書軍官。其他兩名孩子亞歷山大與葉卡捷琳娜也出生於鄂木斯克，但兩人皆早夭。頻繁的分娩與惡劣的西伯利亚氣候嚴重損害了弗魯貝爾母親的健康，她於1859年死於肺癆。弗魯貝爾年僅三歲即喪母。他對那段時期的記憶之一是母親臥病在床，仍以剪紙的方式為孩子們製作「小人物、馬匹與各種奇幻形象」。 弗魯貝爾自幼體弱，直到三歲才開始學走路。

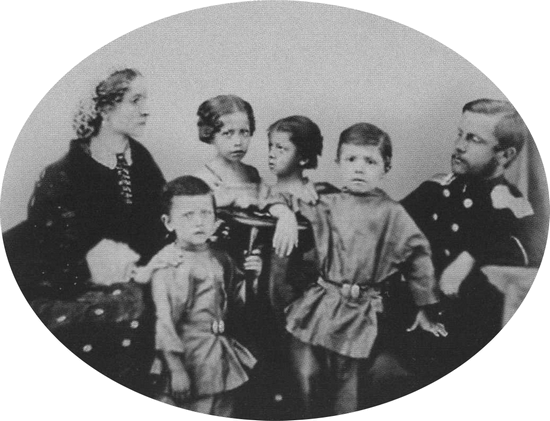
1863年的弗魯貝爾一家。左起為伊麗莎白·費塞爾－弗魯貝爾（Elizaveta Vessel-Vrubel）。

由於父親工作調動頻繁，安娜與米哈伊爾的童年大多隨著亞歷山大的調派地點四處遷徙。1859年，亞歷山大被調往阿斯特拉罕服役，當地有親戚能協助照顧孩子。不過到了1861年，全家又搬往哈爾科夫。米哈伊爾在那裡很快學會閱讀，並對書籍插圖產生興趣，尤其喜愛插圖週刊《繪畫觀察》雜誌上的插圖。
1863年，亞歷山大再婚，迎娶來自聖彼得堡的伊麗莎白·費塞爾（Elizaveta Vessel），她全心照顧丈夫的孩子（她自己的孩子直到1867年才出生）。1867年，全家遷往薩拉托夫，弗魯貝爾上校開始擔任當地省駐軍指揮官。費塞爾家族屬於「知識分子」階層，即一群受過教育、參與文化與政治形成的社會群體。伊麗莎白的姊姊亞歷山德拉·費塞爾（Alexandra Vessel）畢業於聖彼得堡音樂學院，對米哈伊爾接觸音樂貢獻良多。伊麗莎白本人亦投入大量心力改善米哈伊爾的健康狀況，弗魯貝爾後來甚至帶有諷刺地回憶說她讓自己遵循「生肉與魚油的飲食」。然而，他的體力無疑受益於繼母所維持的嚴格健康制度。 此外，伊麗莎白的兄弟、專業教師尼古拉·費塞爾也參與了孩子們的教育，為他們引入寓教於樂的遊戲與家庭娛樂活動。儘管家庭成員之間的關係大致和睦，安娜與米哈伊爾仍對家人稍有疏離。他們有時冷淡地對待繼母，並以諷刺的綽號「小媽媽—珍珠母親」（Madrin'ka — perl materei）稱呼她。兩人亦時常明確表達想要自立生活的願望，令父親感到苦惱。到十歲時，米哈伊爾已在繪畫、戲劇與音樂方面展現藝術天賦，這些領域在他未來的生活中與繪畫一樣佔據重要地位。據德米特里耶娃所言：「這個男孩就像一般孩子一樣，有天分，但更像是個多才多藝的業餘愛好者，而非後來那位沉迷創作的藝術家。」

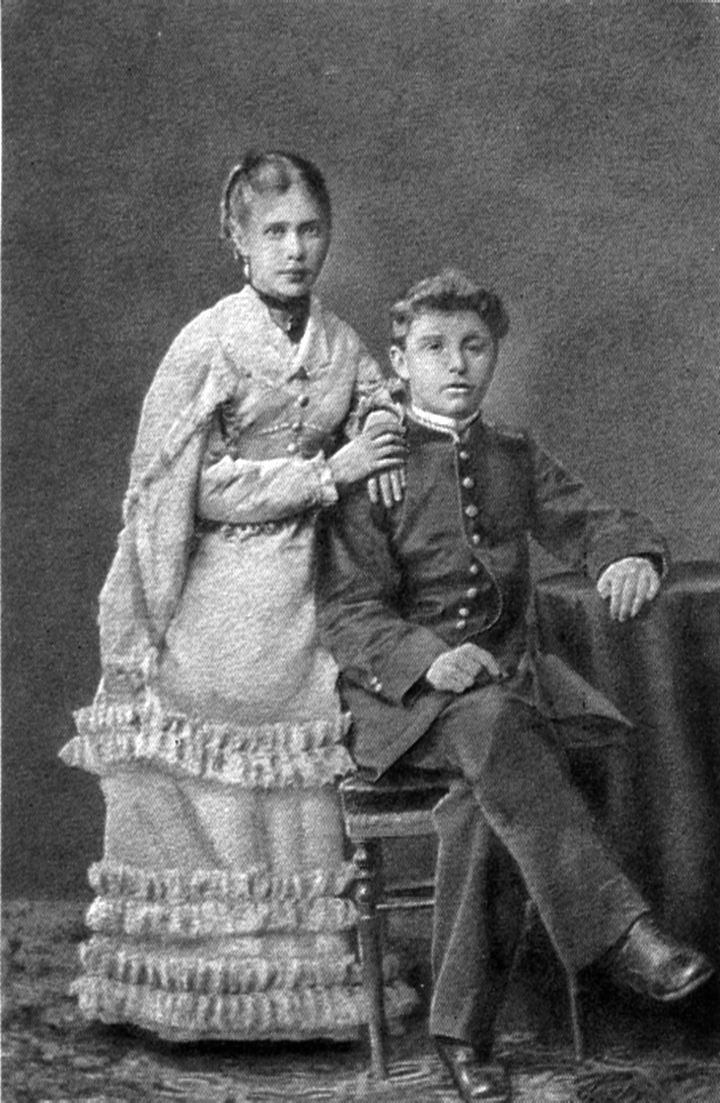
弗魯貝爾與姐姐安娜。1870年代中學時期的合影。

此外，亞歷山大·弗魯貝爾還聘請了薩拉托夫中學的私人教師安德烈·戈金（Andrei Godin）教授米哈伊爾進階繪畫技法。當時，米開朗基羅的《最後的審判》複製畫在薩拉托夫展出，這幅作品對米哈伊爾留下深刻印象，據其姐姐所述，他曾憑記憶將整幅畫作細節重現。

### 學院時期
弗魯貝爾就讀於第五聖彼得堡文理中學，該校特別重視教學方法的現代化、古典學的提升、高中生的文學發展，以及舞蹈與體操課程。其父亞歷山大當時也在聖彼得堡，作為旁聽生自願參加亞歷山大軍事法學院的課程。除了中學學業外，弗魯貝爾亦於帝國藝術促進協會學校參加繪畫課程。然而，在自然科學方面，他受到政治流亡教師尼古拉·彼斯科夫的啟發而特別感興趣。1870年，在聖彼得堡居住三年後，弗魯貝爾一家遷往敖德薩，亞歷山大被任命為駐軍法院法官。
在敖德薩，米哈伊爾就讀於黎塞留學院。他寄給在聖彼得堡接受師範教育的姊姊安娜的數封信件得以保存。最早一封信的日期為1872年10月；這些信篇幅長、字跡清晰，引用了許多法語與拉丁語。他在信中提及自己所繪製的畫作，其中包括根據照片重繪的早夭弟弟亞歷山大的肖像，以及掛在父親書房裡的安娜肖像。然而，相較於其他興趣，繪畫課在當時並未佔據他太多時間。 弗魯貝爾學習迅速，是班上成績最優者。他對文學、語言、歷史特別有興趣，假期時則喜歡以拉丁語原文朗讀給姊姊聽。這位未來畫家即使在空閒時間也致力於自己喜愛的活動。例如，在其中一封信中，他向安娜抱怨說自己原本想用時間閱讀歌德的《浮士德》原文並完成英文課本上的50道練習題，結果卻畫了伊凡·艾瓦佐夫斯基的《海上日落》油畫臨摹作品。 當時的米哈伊爾對戲劇藝術的興趣遠勝繪畫，因為他幾乎未提及在敖德薩舉辦的「巡回展览画派」展覽，卻花了好幾頁描述聖彼得堡歌劇團的演出。

### 大學時期

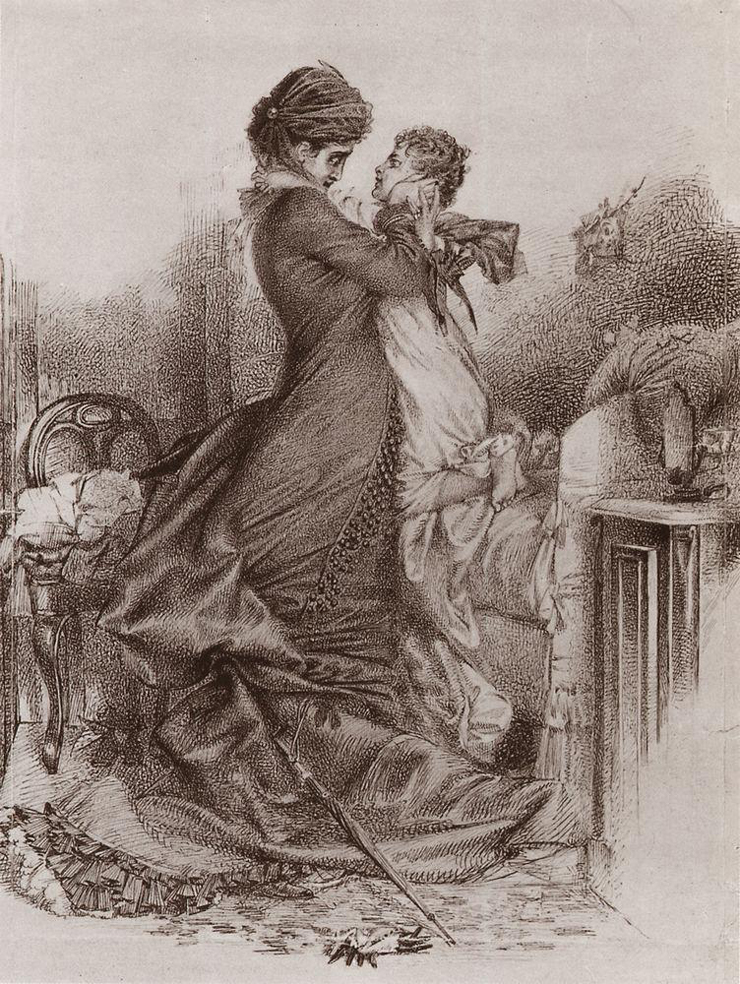
《安娜·卡列尼娜與兒子相會》，1878年

以優異成績畢業後，無論是弗魯貝爾本人還是其家人都未考慮他以藝術為職業的可能性。家族決定讓他前往聖彼得堡，進入圣彼得堡国立大学法學院就讀，並寄住於舅舅尼古拉·韋塞爾家中，由其負擔生活開支。 弗魯貝爾選擇就讀法律系的原因，在其傳記作者之間存在不同解讀。例如，同樣就讀於該系的亞歷山大·貝努瓦認為，此決定源自家族傳統及法律職業在其社交圈中的地位。1876年，弗魯貝爾因成績不佳並希望鞏固學科知識而重讀二年級。儘管他因此多讀了一年，但最終仍未能完成論文，只以「真正學生」身份畢業，這是最低學術等級的學位。
儘管對哲學，特別是康德的美學理論相當投入，但弗魯貝爾未能完成學業，部分原因是舅舅對他放任自由所造成的波希米亞主義生活方式。那段期間，他並未投入太多時間在繪畫實踐上，但仍創作了一些文學題材的插畫，包括經典與當代作品。據德米特里耶娃所言，「總體而言，弗魯貝爾的藝術作品充滿『文學性』：他的作品極少不是起源於文學或戲劇素材」。當時最知名的作品之一是《安娜·卡列尼娜與兒子相會》。德米特里耶娃認為這是他「前弗魯貝爾時期」的創作，風格更接近當時的雜誌插圖：「極具浪漫色彩，甚至帶有些許煽情，並裝飾細膩」。
活躍於戲劇生活圈的弗魯貝爾（他與莫杰斯特·穆索尔斯基相識，後者經常造訪韋塞爾家中），生活開銷甚巨，因此他經常兼任家教老師的工作。1875年，他更曾陪伴一名學生前往歐洲旅遊，一同造訪法國、瑞士與德國。同年夏天，弗魯貝爾在律師德米特里·貝爾（Дмитрий Берр）的莊園度過假期（其妻尤利婭·貝爾為作曲家米哈伊尔·格林卡的外甥女）。此外，由於擁有優異的拉丁語能力，他亦受聘於帕普梅爾家擔任導師，輔導前大學同學的學業。
正是這個偏好唯美主義與波希米亞式生活的帕普梅爾家族，激發了弗魯貝爾對紈褲子弟風格的嚮往以及對繪畫的渴望。在1879年的一封信中，弗魯貝爾提到他重新認識了俄羅斯水彩畫家艾蜜莉·維利耶（Emilie Villiers），對方曾於敖德薩時期積極支持其繪畫實驗。後來，弗魯貝爾開始與在俄羅斯著名畫家帕維爾·奇斯佳科夫指導下學習的帝國藝術學院學生密切交往。他開始旁聽學院的夜間課程，逐步磨練自身的造型技巧。在24歲那年，弗魯貝爾迎來人生的關鍵轉捩點，在自大學畢業並短暫服完兵役後，他被帝國藝術學院正式錄取。

## 1880年代

### 藝術學院

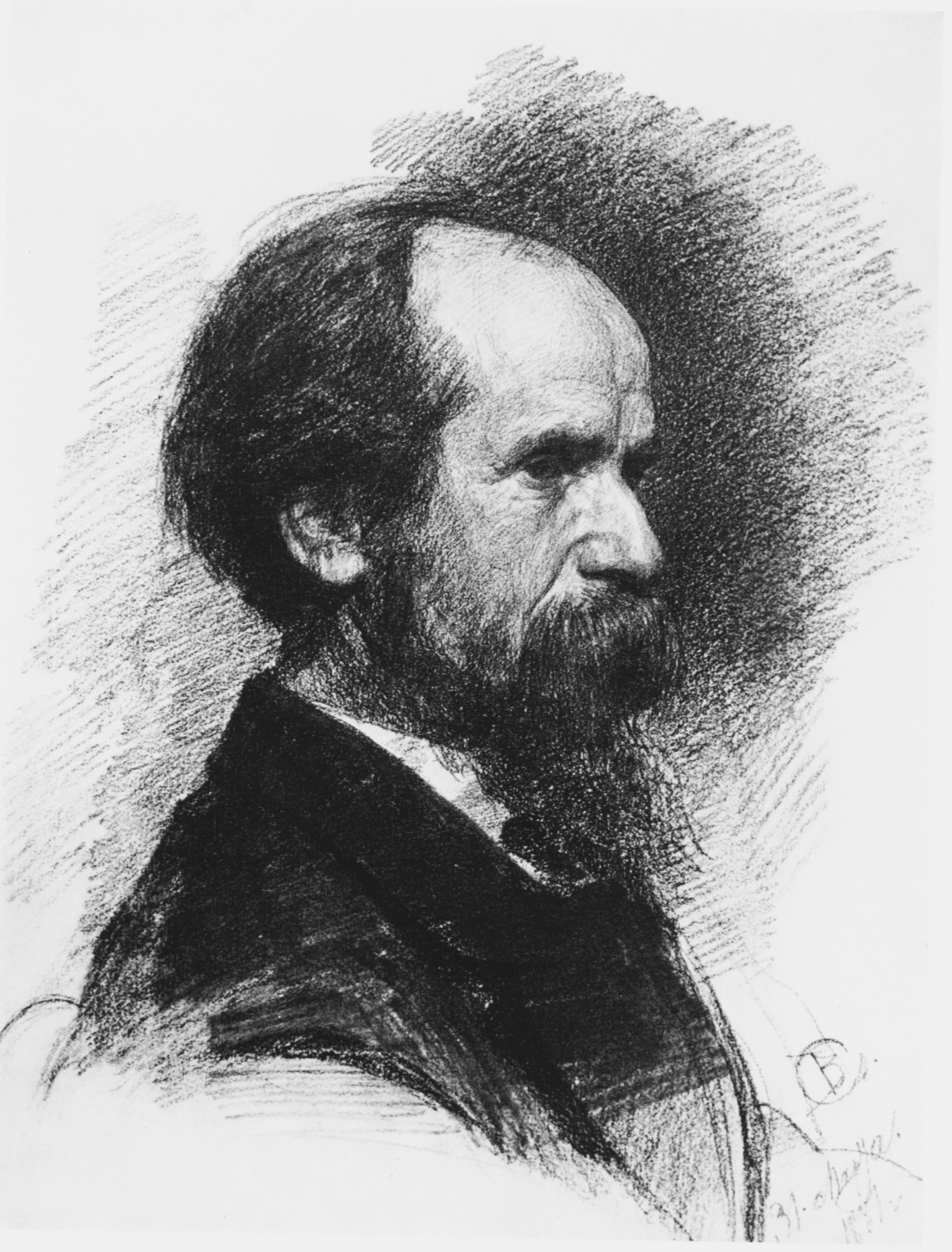
瓦连京·谢罗夫繪製的弗魯貝爾肖像畫，1881年

根據多米蒂耶娃（Domiteeva）的說法，弗魯貝爾決定進入藝術學院學習，源自他對康德「美感理念理論」的接觸。他年輕的同僚兼崇拜者斯捷潘·亞列米奇認為，弗魯貝爾接受了康德的哲學觀點，即「將身體與道德生活清晰劃分」，久而久之促成了這兩者在現實生活中的分離。弗魯貝爾在日常生活中展現出「柔和、順從、羞怯的性格」，但在其更高人生目標的方向上，則展現出「堅毅如鐵的意志」。然而，這只是其中一面，無疑地在24歲時，弗魯貝爾已視自己為天才。依據康德的美學理論，「天才」意指在「自由與自然之間」的領域中創作，且僅在藝術範疇內方能實現。對於年輕而有才華的弗魯貝爾而言，這成為其長期人生規劃的動力。
自1880年秋季起，弗魯貝爾開始旁聽帝國藝術學院的課程，並推測當時已開始在奇斯佳科夫的工作室接受私人指導。不過，有紀錄的課程始於1882年；弗魯貝爾本人聲稱，他在奇斯佳科夫門下學習了四年。1901年所寫的自傳中，他將在藝術學院的歲月形容為「藝術生涯中最光輝的時期」，並歸功於奇斯佳科夫。這與他1883年寫給姊姊的信內容並不矛盾（當時他們恢復中斷六年的通信）：
我開始向奇斯佳科夫學習時，熱情地接受了他主要的論述，因為這些論述正是我與生俱來對自然的生活態度的表達公式。」
奇斯佳科夫的學生包括伊利亚·列宾、瓦西里·蘇里科夫、瓦西里·波列諾夫、维克托·瓦斯涅佐夫與瓦连京·谢罗夫等人，儘管風格各異，皆將奇斯佳科夫視為唯一的老師，並終身尊敬他。然而，由於第二代學者中普遍存在懷疑精神，這類導師與學生間的深厚關係並未受到充分重視。奇斯佳科夫的方法雖為傳統學院派，但極具「個人主義」色彩，因他灌輸學生對塑形藝術的「神聖概念」，同時教授有意識的素描技法與形式結構分析。根據奇斯佳科夫的觀點，繪畫需從平面切割為數個小平面，再藉由這些平面構成體積的各個面，包括凹陷與突起。弗魯貝爾後來著名的「水晶般」技法，即完全承襲自這位師長。

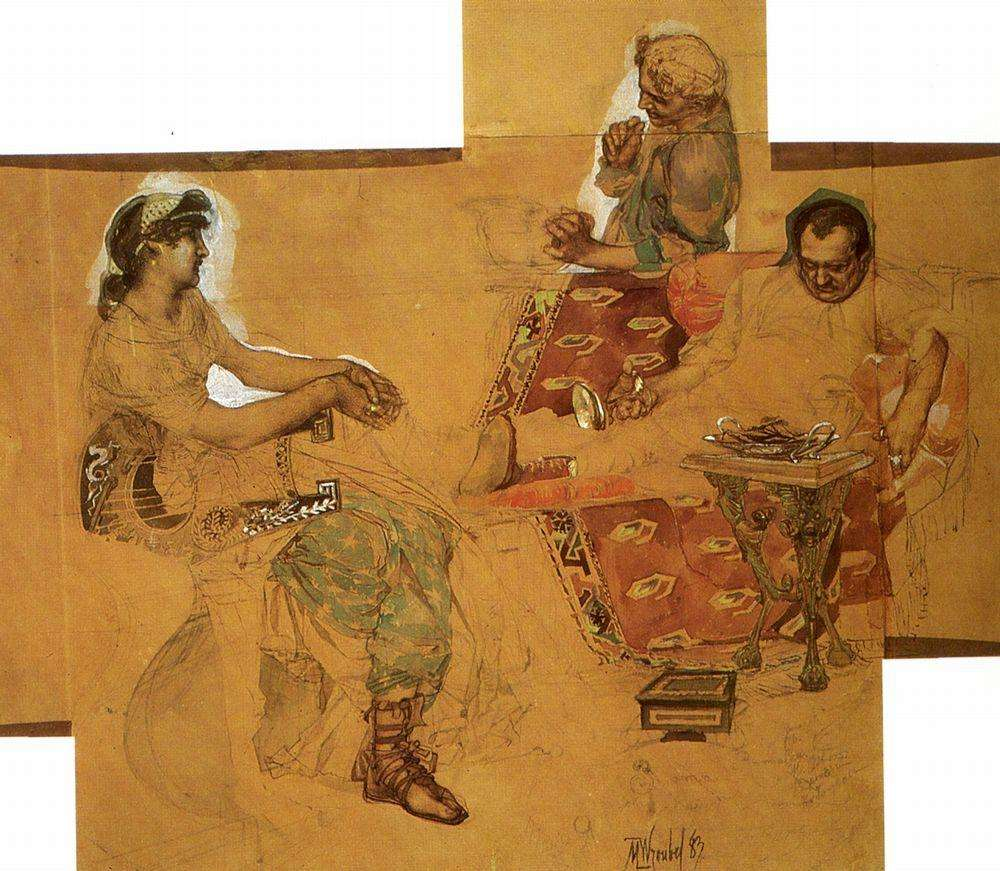
〈羅馬人的宴會〉，1883年

在學院期間，弗魯貝爾最關鍵的邂逅之一是與瓦伦丁·谢罗夫結識。兩人建立起深層的精神連結。 在奇斯佳科夫畫室度過的歲月中，弗魯貝爾的創作動機發生巨大變化：他的浮華風格被禁慾主義所取代，並自豪地在信中告知姊姊。 自1881年起，在轉入寫生課程後，米哈伊爾同時參加奇斯佳科夫的課與列賓畫室的晨間水彩課。不過，他與列賓的關係迅速惡化，起因為《庫爾斯克省的宗教遊行》畫作上的爭執。在一封寫給姊姊的信中，弗魯貝爾提及列賓「利用大眾的無知，竊取了藝術作品應帶來的那種特殊心理愉悅，而這正是欣賞藝術與閱讀報紙的心理狀態之間的區別」。這番話清楚顯示出奇斯佳科夫對弗魯貝爾藝術理念的影響，後者曾指出，技術對藝術的服從乃是俄羅斯創造力的基本精神特質。

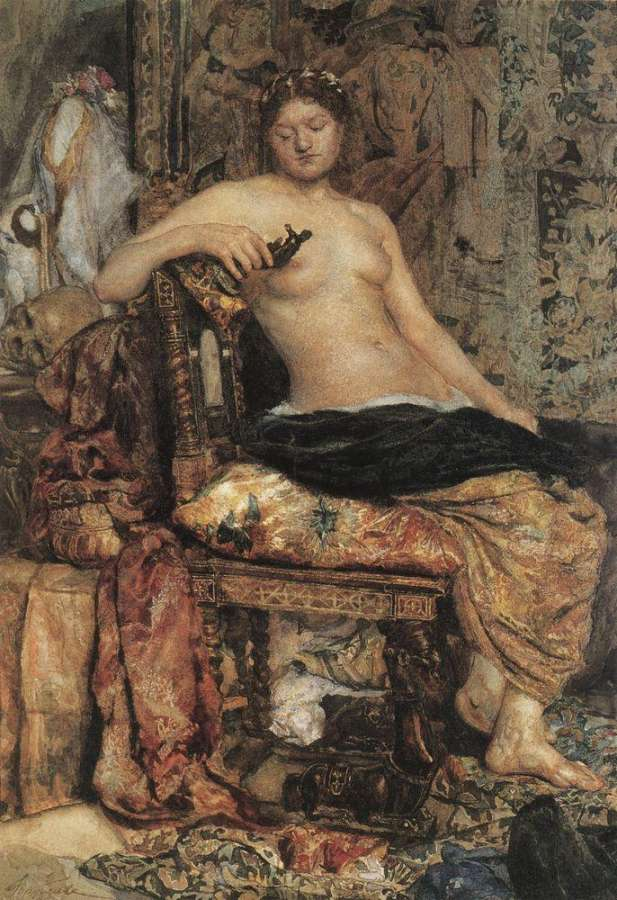
〈文藝復興室內的模特〉

弗魯貝爾學院時期最突出的作品之一是素描〈羅馬人的宴會〉。儘管形式上符合學院派繪畫規範，但在構圖與敘事上卻違反了學院主義的主要原則：作品缺乏明確焦點，主題也不清晰。
根據他與姊姊的來信，弗魯貝爾花費近兩年時間創作該作。畫面主題簡單：一名斟酒侍者與一位年輕的琴師在熟睡的貴族身邊彼此眨眼。畫面視角詭異，彷彿來自陽台或高窗之處，呈現「日落後、無光影反射」的微弱光線，以強化剪影效果。弗魯貝爾的目標是「仿效勞倫斯·阿爾瑪-塔德瑪的某些特質」。最終的水彩草圖充滿拼貼修補，並受到列賓的高度讚賞。然而，弗魯貝爾直覺感受到形式不穩定的極限，最終放棄了這件未完成的歷史畫。

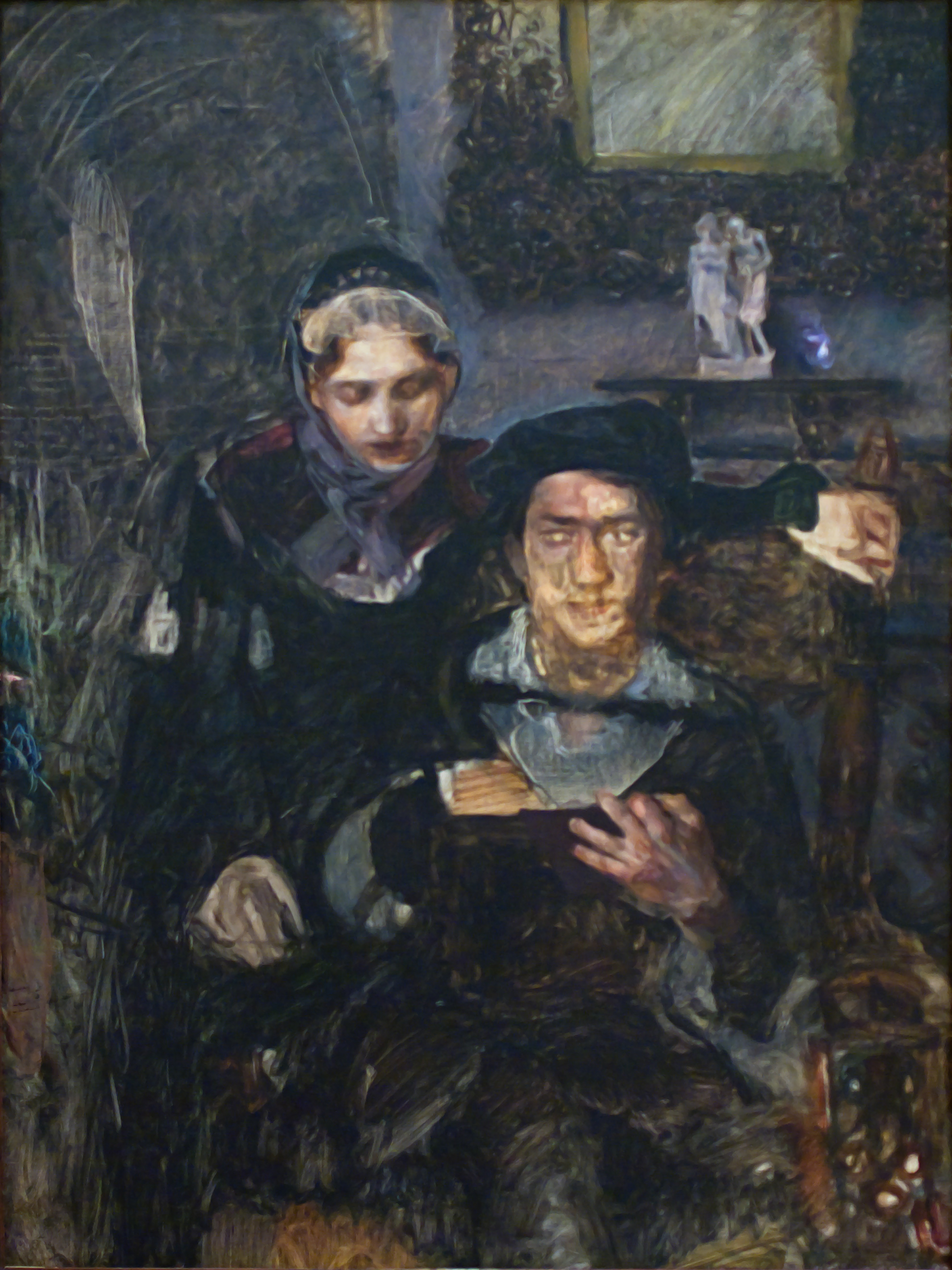
〈哈姆雷特與歐菲莉亞〉，1884年

儘管放棄歷史畫作，弗魯貝爾並未放棄將創作作為收入來源。透過帕普梅爾家的介紹，他接受了工業家利奧波德·科尼希的委託。依協議，作品主題與技法由藝術家自行決定，酬勞為200盧布。米哈伊爾同時也打算參加帝國藝術促進協會舉辦的比賽，並選擇以拉斐爾風格的寫實主義描繪〈哈姆雷特與歐菲莉亞〉為題。該作的角色素描與丹麥王子的水彩全貌草圖至今仍保存。但作品進行期間，他與父親的關係惡化，使創作困難重重。 最終，《哈姆雷特》計畫亦告失敗。後來，在朋友建議下，他改以真實模特作畫。模特阿加菲婭（Agafya）坐在原用於《哈姆雷特》布景的椅子上，學生弗拉基米爾·傑爾維茲從家中帶來義大利文藝復興時期的天鹅绒、威尼斯緞帶等裝飾。弗魯貝爾完成的〈文藝復興室內的模特〉展現了他獨特的「浮雕式繪畫技法」。受到這幅作品啟發，弗魯貝爾再次動筆重畫《哈姆雷特》，這次以謝羅夫為模特，改以油彩於畫布上進行創作。
儘管取得形式上的成功，弗魯貝爾最終未能從藝術學院正式畢業。不過，他的作品〈瑪利亞與約瑟的訂婚〉於1883年獲得藝術學院頒發的銀獎。同年秋，應奇斯佳科夫的推薦，教授阿德里安·普拉霍夫邀請他前往基輔，參與12世紀基輔聖西里爾修道院的壁畫修復工作。此項提議既具榮譽又報酬優渥，弗魯貝爾遂同意於學年結束後前往。

### 基輔時期
在基輔的歲月對於弗魯貝爾而言幾乎是他藝術生涯中最為重要的一段時期。這是他人生中首次能夠實現其宏偉的藝術抱負，並回歸俄羅斯藝術的本源。在五年間，米哈伊爾完成了大量的繪畫作品。例如，他單獨為聖西里爾教堂繪製了壁畫與聖像，並為重建聖西里爾大教堂圓頂上的天使形像創作了150幅草圖。正如德米特里耶娃所指出的：
這種與12世紀大師的『共作』在19世紀的偉大藝術家中是前所未有的。當時1880年代剛過，人們對民族古代藝術的探索才剛起步，除了少數專家之外無人關注，即便是那些專家也多從歷史角度感興趣，而非藝術角度。[…] 弗魯貝爾在基輔是第一位將考古探索與修復工作轉化為當代藝術生命的人。與此同時，他並未嘗試風格化模仿古代，而是以與古代大師共同完成艱鉅工作的參與者自居，並力求配得上這份榮耀。」
普拉霍夫（Adrian Prakhov）的邀請幾近偶然，當時他正在尋找一位具備學院訓練背景、技藝純熟，但尚未成名的畫家，以便能支付較低的酬勞來進行教堂壁畫創作。 根據弗魯貝爾與家人的通信內容，他與普拉霍夫簽訂的合同包括在76天內完成四幅聖像，薪酬為每24個工作日支付300盧布。
弗魯貝爾以其特有的風格來到基輔。1884年時擔任基輔藝術學校學生的列夫·科瓦爾斯基（Lev Kovalsky）被指定去車站接他，他後來回憶道：
……在原始的基里洛夫丘陵背景下，一位金髮、幾乎接近白色的年輕男子站在我背後，他的頭部造型獨特，留著細小、幾乎白色的鬍鬚。他身材適中，非常勻稱，穿著……最令我驚訝的是……黑色天鵝絨的服裝，搭配長襪、短褲與綁腿。[…] 整體形象就像丁托列托或提香畫作中的年輕威尼斯人；不過，我是多年後訪問威尼斯時才發現這點。」
弗魯貝爾在聖西里爾教堂唱詩班席上繪製的濕壁畫《聖靈降臨於使徒》融合了拜占庭藝術特徵與其自身的肖像探索。該壁畫體現了弗魯貝爾的大部分風格特徵，描繪了十二位使徒圍繞在唱詩班拱頂上的半圓形排列。聖母瑪利亞站立在構圖中心，背景為藍色，金色光芒從聖靈環中輻射至使徒們身上。
瑪利亞的模特是經常造訪普拉霍夫家的醫務人員M·葉爾紹娃（M. Ershova），她後來成為參與修復工作的某位畫家的妻子。站在瑪利亞左側的使徒是以當時在里什利厄中學（Richelieu Lyceum）任教的彼得·列別金采夫（Petr Lebedintsev）為模特；右側的使徒則由基輔考古學家維克多·戈什凱維奇擔任模特。再右側第三位使徒是基里洛夫教區領袖彼得·奧爾洛夫斯基（Peter Orlovsky），他最初發現了教堂內古代繪畫的遺跡，並引起了俄羅斯帝國考古學會的關注。祈禱姿勢的第四位使徒則是由普拉霍夫本人擔任模特。除了《聖靈降臨》，弗魯貝爾還繪製了《進入耶路撒冷》與《天使哀悼》等作品。
《聖靈降臨》是直接在牆面上繪製的，未經過任何紙板或完整的草圖，只在小張紙上預先畫了若干細節。畫作中使徒以半圓形排列，四肢相連並指向象徵圓光的標誌，這種構圖風格源自拜占庭，靈感來自第比利斯某修道院的有翼金屬祭壇裝飾。

### 首次義大利之行

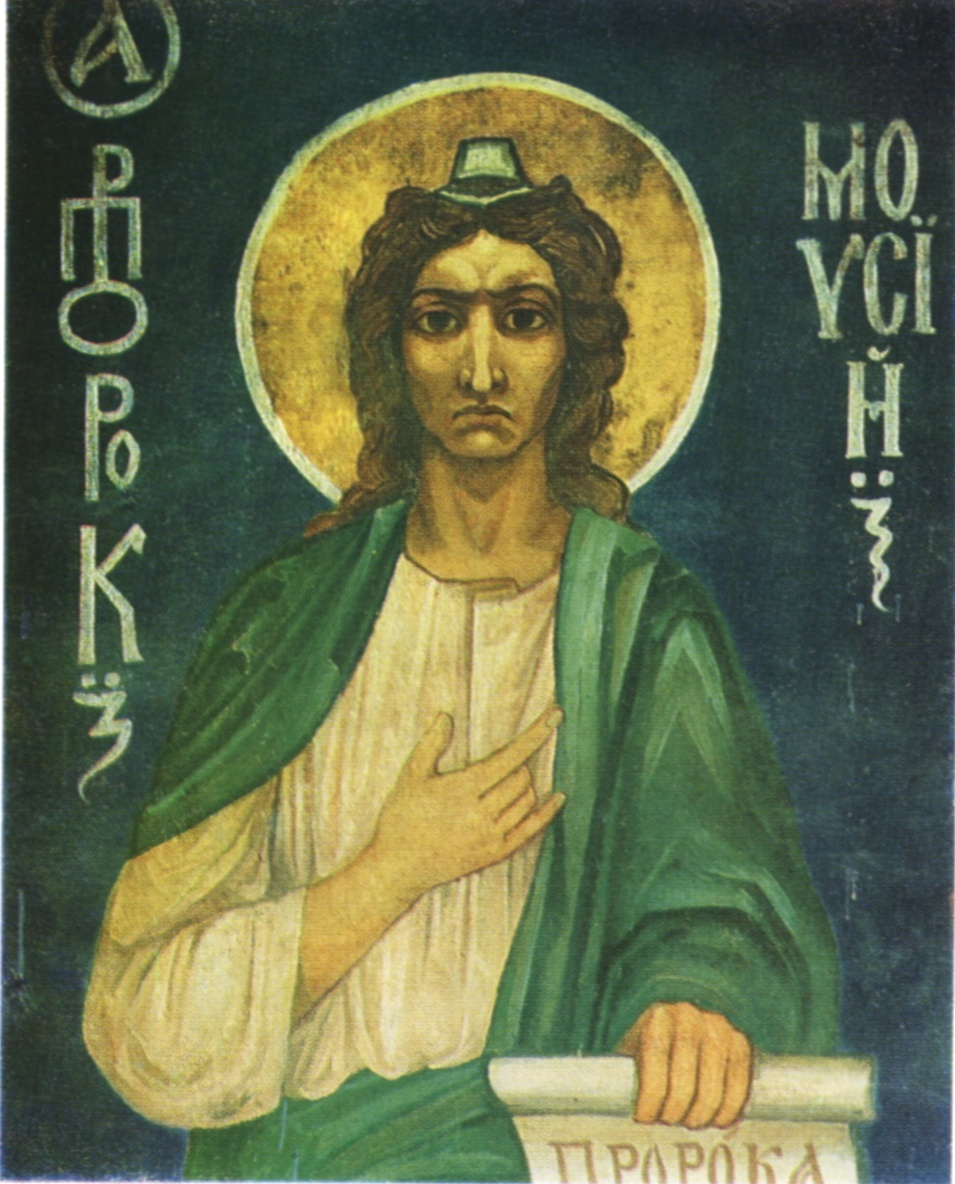
先知摩西的聖像畫

弗魯貝爾與年輕畫家薩繆爾·蓋杜克（Samuel Gaiduk）一同前往威尼斯，後者根據米哈伊爾的草圖進行繪製。然而，這次旅行並非毫無波折。根據普拉霍夫（Prakhov）的說法，弗魯貝爾在維也納中途轉車時，遇到了從聖彼得堡認識的朋友，兩人一同外出狂歡。蓋杜克順利抵達威尼斯後，等待了兩天才見到弗魯貝爾的到來。當時冬季的威尼斯生活成本低廉，兩人在市中心的聖毛里齊奧街（Via San Maurizio）共用一間畫室。他們都對托爾切洛島上被遺棄的教堂抱有濃厚興趣。
德米特里耶娃如此描述弗魯貝爾藝術風格的演變：
提香與保羅·委羅內塞，乃至華麗、享樂主義式的威尼斯十六世紀氛圍，皆未能吸引他。他在威尼斯的藝術偏好範圍明確：從聖馬可大教堂與托爾切洛聖母升天聖殿的中世紀馬賽克與彩繪玻璃，到早期文藝復興畫家如维托雷·卡尔帕乔、奇馬·達·科內利亞諾（弗魯貝爾認為其人物形象特別高貴）、喬凡尼·貝利尼。[…]若說在基輔首次接觸拜占庭－俄羅斯藝術豐富了弗魯貝爾對造型的理解，那麼威尼斯則拓展了他的色彩視野，喚醒了他作為色彩畫家的天賦。」
這些特徵在弗魯貝爾於威尼斯為聖基里爾教堂繪製的三幅聖像畫中均有明顯體現，分別為〈聖基里爾〉、〈聖阿法納西〉以及色調陰鬱的〈救世主基督〉。習慣於奇斯佳科夫畫室密集工作的弗魯貝爾，在一個半月內完成了這四幅聖像畫，卻也感受到創作活動與人際交流的匱乏。在威尼斯，他偶遇德米特里·门捷列夫，後者的妻子是奇斯佳科夫的學生之一。兩人曾討論如何在高濕度環境中保存畫作，並就使用鋅板作為繪畫載體（在上油畫前）與畫布的優劣進行爭辯。弗魯貝爾的聖像畫所用的鋅板直接從基輔運來；然而，他長時間無法掌握合適技法，導致顏料無法附著在金屬表面。到了四月，弗魯貝爾只想返回俄羅斯。

### 基輔與敖德薩

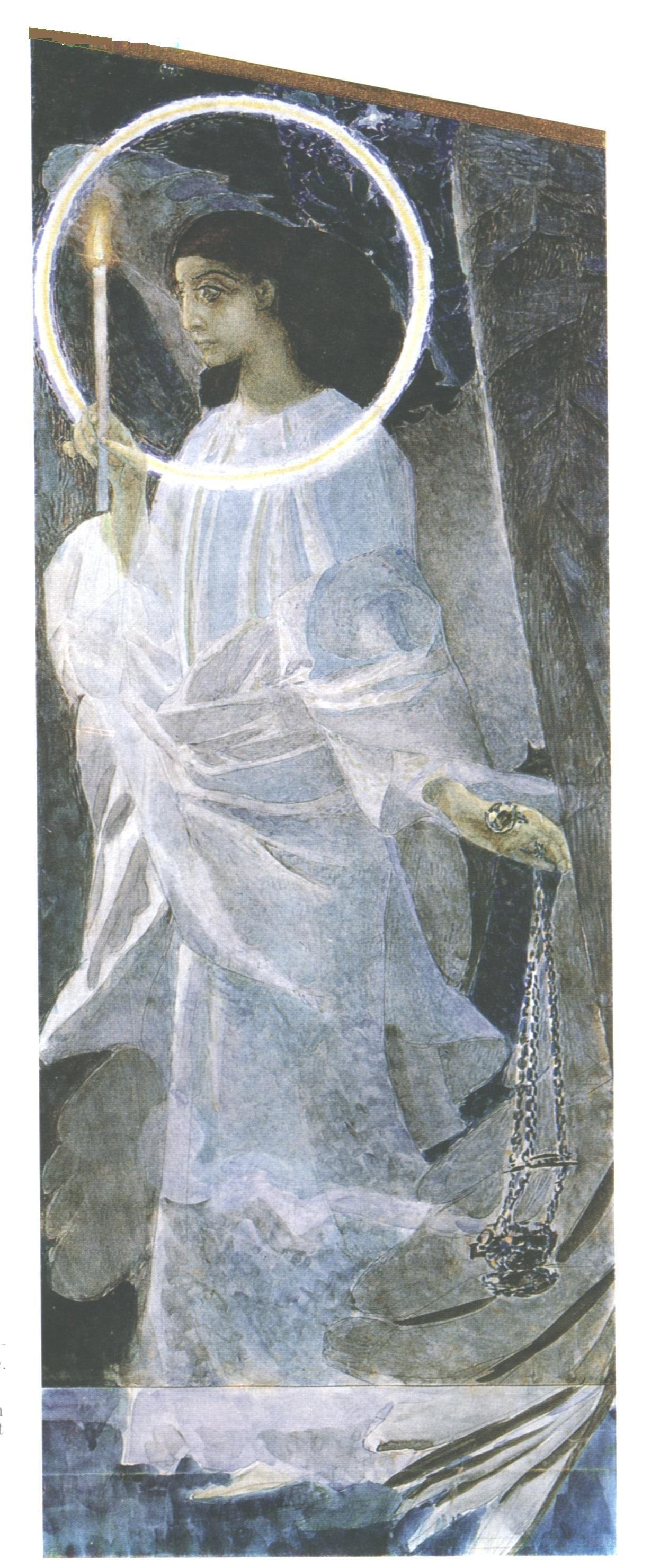
持香爐與蠟燭的天使，弗拉基米爾大教堂壁畫草圖，1887年

1885年從威尼斯返國後，弗魯貝爾在五月與六月初停留於基輔。據傳言，他一回到基輔便向艾蜜莉·普拉霍娃（Emily Prakhova）求婚，儘管她已有婚姻。根據其中一種說法，弗魯貝爾並非向艾蜜莉，而是向她的丈夫阿德里安·普拉霍夫（Adrian Prakhov）表明其決定。儘管米哈伊爾·弗魯貝爾並未被禁止進入普拉霍夫的宅邸，但普拉霍夫顯然「懼怕他」，而艾蜜莉則對他的不成熟感到不滿。 顯然，弗魯貝爾的友人康斯坦丁·柯羅文一年後所描述的事件，正是發生於此時期：
那是個炎熱的夏天。我們在花園裡的大池塘游泳。[…]「你胸口這些像疤痕般的大白條是什麼？」、「是的，那是疤痕。我用刀子割的。」[…]「……但你還是告訴我吧，米哈伊爾·亞歷山德羅維奇，你為什麼要用刀子割自己，那一定很痛。這是做過手術嗎，還是怎麼回事？」我湊近看了看，確實是很多條又大又白的疤痕。
「你能理解嗎，」米哈伊爾·亞歷山德羅維奇說，「我是因為愛上一個女人。她不愛我，或者說，她也許愛我，但她無法真正理解我。有太多事情妨礙她理解我。我在無法向她說明這些阻礙的痛苦中煎熬。我很痛苦，但當我用刀子割自己的時候，痛苦就會減輕一些。」
1885年6月底，弗魯貝爾前往敖德薩，與過去曾在藝術學校共同上課的俄國雕塑家鮑里斯·愛德華茲重逢。愛德華茲與基里亞克·科斯坦迪致力於改革敖德薩藝術學校，決定邀請弗魯貝爾協助。他讓弗魯貝爾住進自己家中，並試圖說服他永久留在敖德薩。 夏季期間，塞羅夫（Serov）來到敖德薩，弗魯貝爾首次向他提起繪製《惡魔》的構想。在寄給家人的信中，弗魯貝爾也提及一部四部曲作品的計畫，可能是他的一項副業創作。1886年，他用父親寄給他返家的旅費前往基輔慶祝新年（當時家人住在哈爾科夫）。
在基輔，弗魯貝爾經常與作家耶羅尼姆·亞辛斯基的文友們會面，並首次與柯羅文見面。儘管工作繁重，他過著「波希米亞式」的生活，成為香頌咖啡館「夏多－德－弗勒」（Shato-de-fler）的常客。這使他微薄的薪資迅速耗盡，而主要收入來源變成了糖業富商伊萬·捷列申科。對方立即給予他三百盧布，以資助他計畫中的《東方故事》。弗魯貝爾常將金錢花費於香頌咖啡館之中。

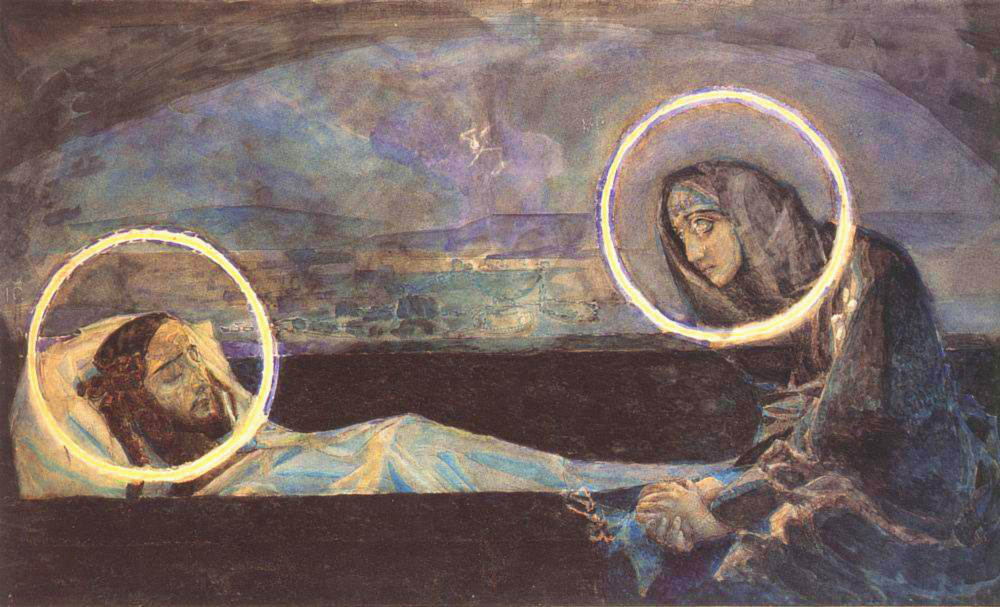
〈墓前的哭泣〉，第二版，水彩畫，1887年，現藏基輔藝術館

同時，阿德里安·普拉霍夫著手籌劃聖弗拉基米爾主教座堂的壁畫工程，儘管與弗魯貝爾的私人關係微妙，仍邀請他參與。儘管弗魯貝爾因「波希米亞式」生活而對創作疏於關注，他仍創作了不少於六版的〈墓前的哭泣〉（現存四幅）。這個主題並未出現在福音书中，亦非常見於俄羅斯聖像畫傳統，但可見於某些義大利文藝復興時期的聖像畫。儘管普拉霍夫明白其作品的獨特性與價值，但仍拒絕了弗魯貝爾的獨立創作，因為其風格與其他畫家作品相異，恐影響整體壁畫的和諧。 普拉霍夫曾表示，若要容納弗魯貝爾的畫作，需建造一座「風格截然不同」的新教堂。
除委託創作外，弗魯貝爾還嘗試為自己繪製〈為杯祈禱〉。然而，他在創作過程中遭遇嚴重心理危機。他在給姊姊的信中寫道：
我傾盡全力描繪基督，但可能是因為我遠離家人，也遠離所有宗教儀式，連耶穌復活這樣的事都令我感到陌生，甚至惱怒。

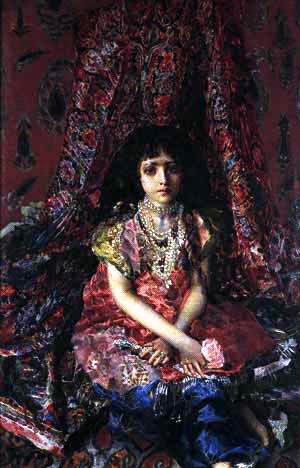
波斯地毯背景前的少女肖像，1886年，現藏於基輔美術館

在基輔教堂繪製壁畫期間，弗魯貝爾同時也為「惡魔」的形象所吸引。根據P·克里莫夫的說法，弗魯貝爾將繪製神聖形象時習得的技巧轉用於完全相反的題材，是再自然不過的事，也展現了他藝術追求的方向。 其父亞歷山大在弗魯貝爾遭遇激烈心理掙扎之際曾前往基輔探望。他對米哈伊爾的生活狀況感到震驚：「沒有毯子、沒有厚衣，身上穿的就是全部……心痛得流淚。」 他也看到《惡魔》的第一個版本，感到非常反感，甚至表示這幅畫既無法打動公眾，也得不到藝術學院的認可。最終，米哈伊爾將這幅畫以及在基輔創作的多數作品都銷毀了。 為了維持生計，畫家開始著手繪製已經答應的《東方傳說》，但僅完成了一幅水彩畫。他原想將其贈與艾蜜莉·普拉霍娃，但在遭到拒絕後將畫作撕毀；之後又反悔，將碎片黏合起來。這段時期唯一完成的畫作是《波斯地毯背景前的少女肖像》，描繪的是當地當鋪老闆的女兒瑪妮·達赫諾維奇。德米特里耶娃將此畫定義為「幻想肖像」類型。然而委託人並不喜歡最終版本，這幅畫後來由捷列先科購入。
畫家的心理危機可從以下事件中略見一斑：某次他在普拉霍夫家拜訪時，當時一群藝術家正參與教堂壁畫的繪製，弗魯貝爾突然聲稱其父過世，急需返回哈爾科夫。眾畫家便湊錢供他返鄉。隔日，亞歷山大·弗魯貝爾親自來到普拉霍夫家尋找兒子。普拉霍夫只得尷尬地解釋，米哈伊爾的失蹤，是因為他迷戀上一位來自咖啡香頌館的英國女歌手。 儘管如此，朋友們仍設法確保弗魯貝爾有穩定收入。他被指派在弗拉基米爾大教堂從事小型繪畫任務——根據帕維爾與亞歷山大·斯韋多姆斯基兄弟兄弟的草圖，繪製裝飾紋樣與《七日創世》的天花板畫。除此之外，弗魯貝爾還開始在基輔美術學校任教。他所有的收入來源都屬非正式性質，未簽署任何合同。 德米特里耶娃總結米哈伊爾在「基輔時期」的生活如下：
他居住在基輔的郊區，靈感僅來自古代的大師。他即將進入現代藝術生活的核心，這發生在他搬到莫斯科之後。

## 莫斯科時期（1890年－1902年）

### 遷居莫斯科

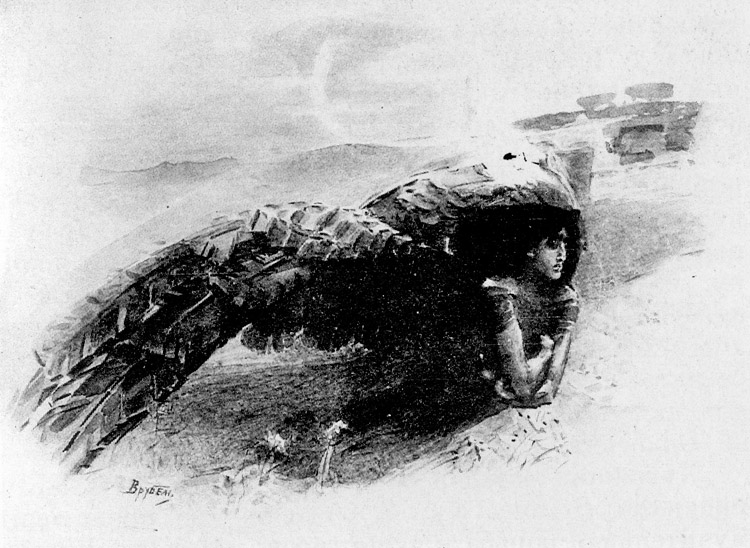
飛翔的魔鬼，1891年

1889年，弗魯貝爾不得不緊急前往喀山，因為他的父親病重；雖然後來康復，但仍因病辭職，並在基輔定居。同年九月，米哈伊爾前往莫斯科探訪一些熟人，結果決定留在當地，並在之後的15年間長期居住於此。
弗魯貝爾遷居莫斯科純屬偶然，如同他人生中的許多事件一般。據推測，他之所以前往莫斯科，是因為愛上了一位馬戲團女騎師，這是經由雅辛斯基的兄弟介紹而認識的，後者以「亞歷山大·澤姆加諾」為藝名演出。結果，弗魯貝爾定居於多爾戈魯科夫街科羅文的畫室。 弗魯貝爾、科羅文與謝羅夫甚至曾有共用畫室的想法，但最終因與謝羅夫關係惡化而未能實現。後來，科羅文將弗魯貝爾介紹給著名藝術贊助人薩瓦‧馬蒙托夫。
同年十二月，弗魯貝爾搬入位於薩多瓦亞－斯帕斯卡婭街的馬蒙托夫家宅（薩瓦·馬蒙托夫城市宅邸附屬建築）。根據多米捷耶娃的說法，弗魯貝爾受邀入住「並非完全無關他作為家庭教師之技藝」。 然而，弗魯貝爾與馬蒙托夫一家之間的關係並不融洽，贊助人的妻子無法忍受弗魯貝爾，並公開稱他為「褻瀆神靈者與酒鬼」。不久後，畫家便搬至出租公寓居住。

### 魔鬼主題

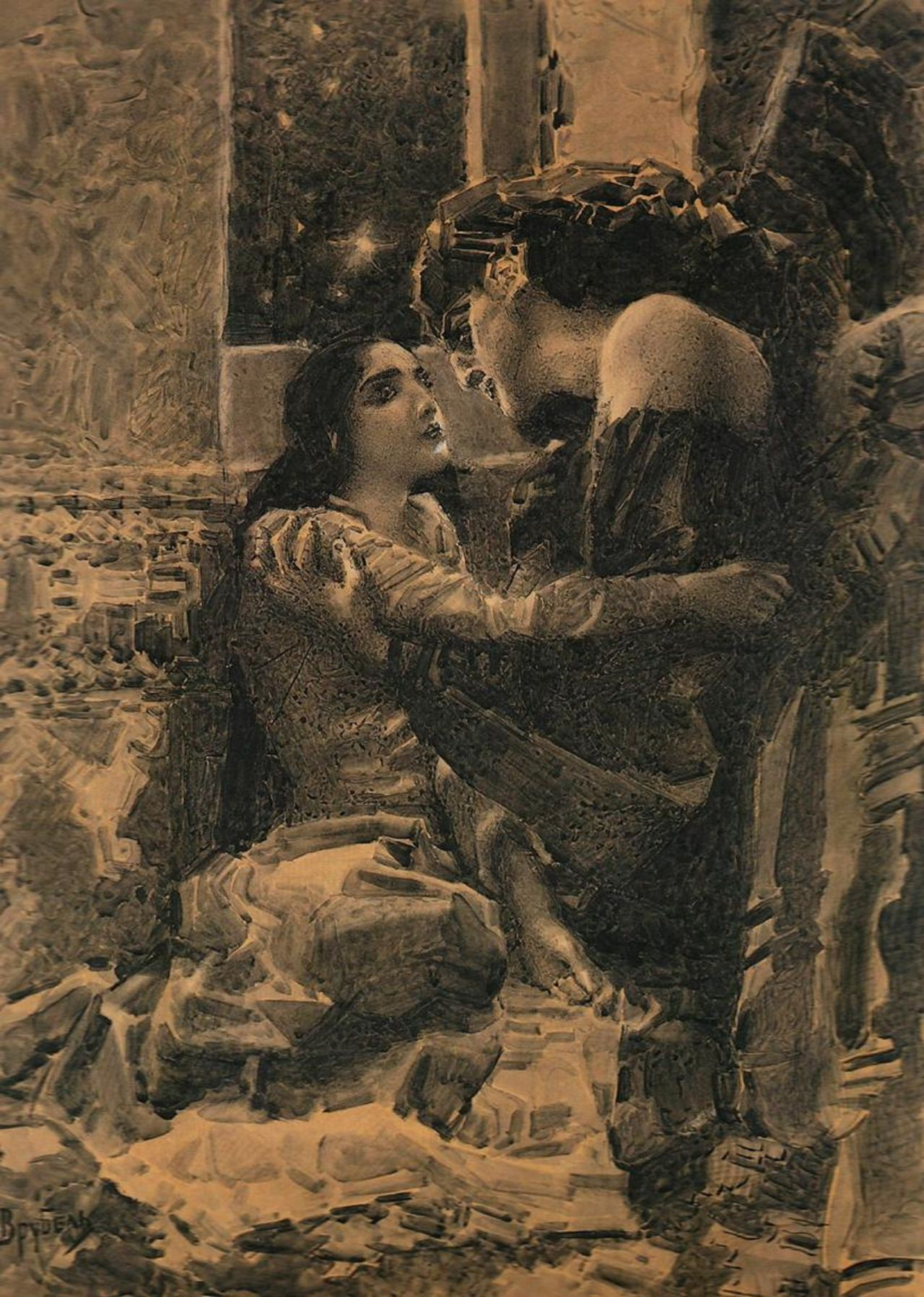
塔馬拉與魔鬼，萊蒙托夫詩作插圖，1890年

弗魯貝爾重返「魔鬼」主題，正值庫什涅列夫兄弟與編輯彼得·康恰洛夫斯基共同發起一項出版計畫，旨在為米哈伊尔·莱蒙托夫誕辰紀念出版兩卷本畫冊，邀請「本國最優秀的藝術家」參與插圖創作。共計有18位畫家參與，包括伊利亞·列賓、伊凡·伊凡諾維奇·希施金、伊万·艾瓦佐夫斯基、列昂尼德·帕斯捷尔纳克與阿波利納里·瓦斯涅佐夫等人。弗魯貝爾則是其中唯一尚未為公眾所熟知的畫家。 尚不清楚是誰最初將出版商的注意力引向弗魯貝爾。據不同說法，可能是馬蒙托夫、科羅文，甚至負責編輯工作的帕斯捷爾納克介紹了他給康恰洛夫斯基。 該項工作的酬勞相當有限（五幅大型與十三幅小型插圖共計800盧布）。 由於插圖構圖複雜，難以印刷複製，弗魯貝爾不得不多次修改。主要困難在於同儕畫家們無法理解他的藝術風格。儘管如此，該插圖出版物仍於1891年4月10日通過審查機構核可，出版後立即引起媒體廣泛討論，插圖也遭致嚴厲批評，譏諷其「粗鄙、醜陋、漫畫化與荒謬」。 即便是對弗魯貝爾持善意者也難以理解其風格。因而，畫家開始轉變其美學觀點，主張「真正的藝術」對大多數人而言是難以理解的，而「易於理解」對他來說與「難以理解」一樣值得懷疑。
弗魯貝爾所有插圖均以黑色水彩繪成；單色的表現手法強化了主題的戲劇張力，也使藝術家得以展現對各種材質效果的探索。魔鬼的形象是一個典型的「墮落天使」，同時結合了男性與女性特質。塔馬拉在每幅作品中造型各異，凸顯她無法逃避的選擇——世俗與神聖之間的掙扎。 根據德米特里耶娃的說法，弗魯貝爾的插圖展現了他作為圖像藝術家的巔峰狀態。

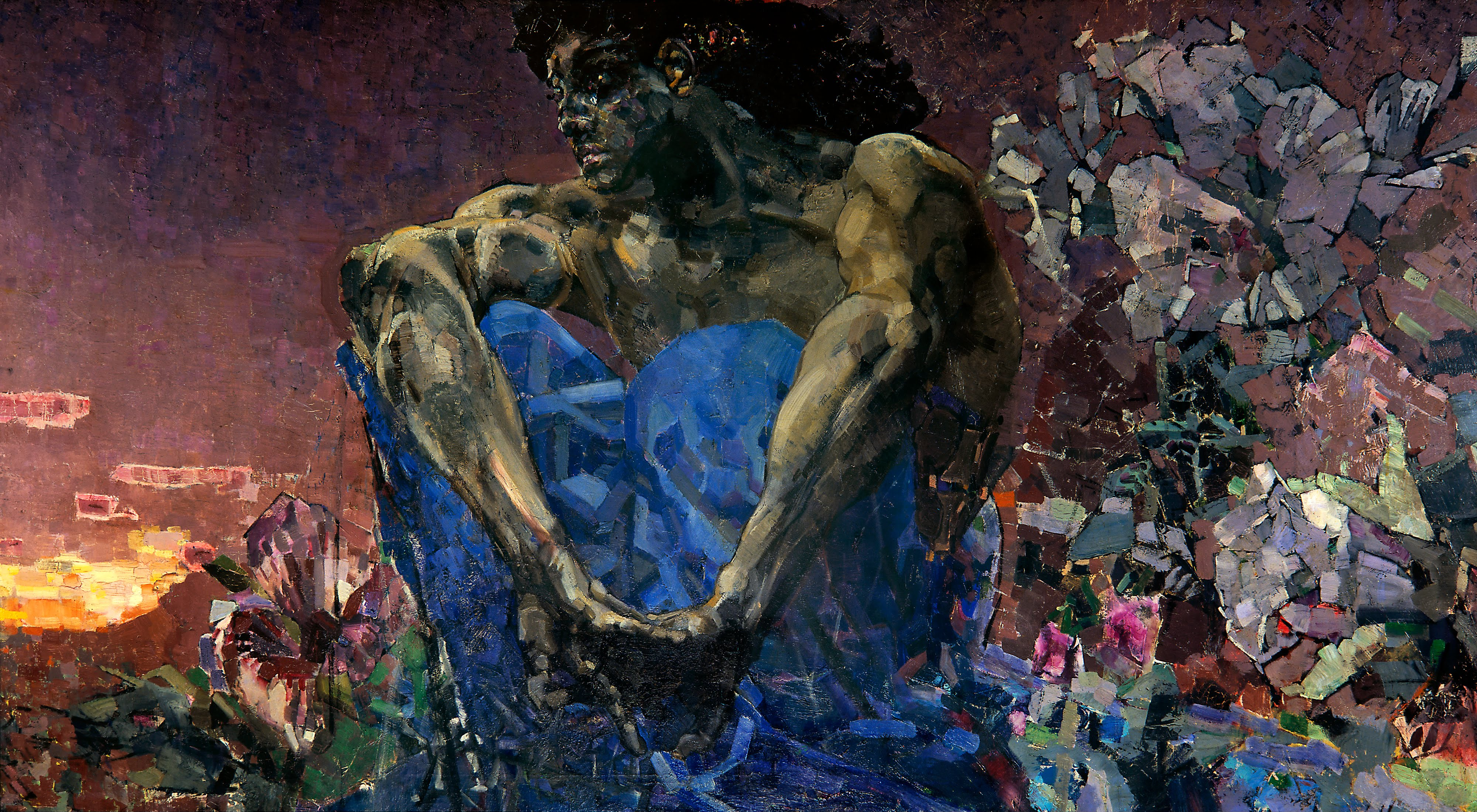
《魔鬼坐鎮》，1890年，現於特列季亚科夫画廊典藏

在進行插圖創作的同時，弗魯貝爾也繪製了其首幅以同一主題為核心的大型畫作：《魔鬼坐鎮》。這幅作品展現了魔鬼於萊蒙托夫詩作開篇時的形象，以及他所感受到的空虛與絕望。 根據克利莫夫的說法，這是弗魯貝爾所有魔鬼題材作品中最為知名者，同時也最少受到文學內容影響與限制。 1890年5月22日，弗魯貝爾在致姊姊的信中寫道：
……我正在畫〈魔鬼〉，但這並不是我未來將要創作的那種根本性的「魔鬼」，而是一種「惡魔性」的表現——一位半裸、有翅膀的年輕人，憂鬱地坐著、雙臂環抱膝蓋，身後是夕陽，他凝視著一片開滿花朵的空地，枝葉也在花叢中舒展，朝他伸展過來。
多彩的畫作反而比單色插畫更為禁慾主義。 弗魯貝爾使用的色彩具有脆弱如水晶般的質感，凸顯了魔鬼在周遭自然中所反映出的死氣沉沉、無生命與冷漠感。 在這幅畫中，弗魯貝爾採用典型的藍色與紫色調色盤，令人聯想到拜占庭馬賽克。 其風格的一大特色是許多畫作中閃耀的光芒效果，這符合拜占庭傳統中馬賽克所展現的光輝閃爍，象徵上帝奇蹟般的化身。 雖然弗魯貝爾的目標未必在於表達這一特定意涵，但他的畫作確實帶有靈性且超凡脫俗的感受。
畫作的質感與色彩強調了魔鬼內心那種渴望活生生世界的憂鬱本性。值得注意的是，環繞著魔鬼的花朵是冷冽的水晶，仿若岩石的裂縫。魔鬼與世界的疏離感則透過「石頭」般的雲層來凸顯。 魔鬼生命力與力量的對比，以及他無力或無欲作為的矛盾，表現於他強健的肌肉身軀與緊扣的手指；這些元素與他下垂的身軀及臉上流露的悲傷形成強烈對照。 這個形象外表強壯結實，姿態卻被動且內向。[…]Byrns, 1979: 46</ref> 魔鬼並非被描繪成魔鬼的化身，而是一個被痛苦撕裂的人類。 「魔鬼」可視為弗魯貝爾長久尋求精神自由的象徵。儘管弗魯貝爾自己描述魔鬼有翅膀，但畫中並未明顯描繪翅膀，而是透過他肩後大型花序與盤繞的頭髮輪廓形成翅膀的幻影。 畫家直到八年後才再度回歸此形象。

### 阿布拉姆采沃工作室
1890年7月20日，年僅22歲的畫家阿列克謝·馬蒙托夫在阿布拉姆采沃殖民地去世。作為馬蒙托夫的朋友，米哈伊爾·弗魯貝爾出席了葬禮。他對當地風景產生了極大興趣，決定留在此地。在阿布拉姆采沃，弗魯貝爾開始著迷於陶瓷藝術，不久後他驕傲地告訴姊姊安娜，他現任「瓷磚與赤陶裝飾工廠」的負責人。
薩瓦‧馬蒙托夫雖然無法理解弗魯貝爾的美學追求，卻認可其天賦，並盡力為畫家創造合適的生活環境。弗魯貝爾人生中首次不依賴貴族家庭的支持，開始靠完成多項陶瓷訂製品賺取不錯收入；包括為馬蒙托夫墓地的瓷釉禮拜堂裝飾，以及為馬蒙托夫宅邸設計「羅馬-拜占庭風格」的擴建部分。 根據德米特里耶娃的說法，「弗魯貝爾……幾乎無所不能，除了文字創作。他對雕塑、馬賽克、彩繪玻璃、意式锡釉彩陶、建築面具、建築設計、舞台布景、服裝等領域都得心應手。他的裝飾與圖像創意如同斷裂的水管般湧現：西琳鸟、鲁萨尔卡、海中仙女、騎士、精靈、花卉、蜻蜓等，均以「時尚」且貼合材料特性與環境的方式呈現。他的目標是尋找『純粹且風格美麗』的藝術，並將之融入日常生活，從而觸及大眾的心靈。弗魯貝爾成為『俄羅斯新藝術運動』的創始人之一，這一『新風格』融入了馬蒙托夫圈子的俄羅斯新浪漫主義，且部分源於此。」

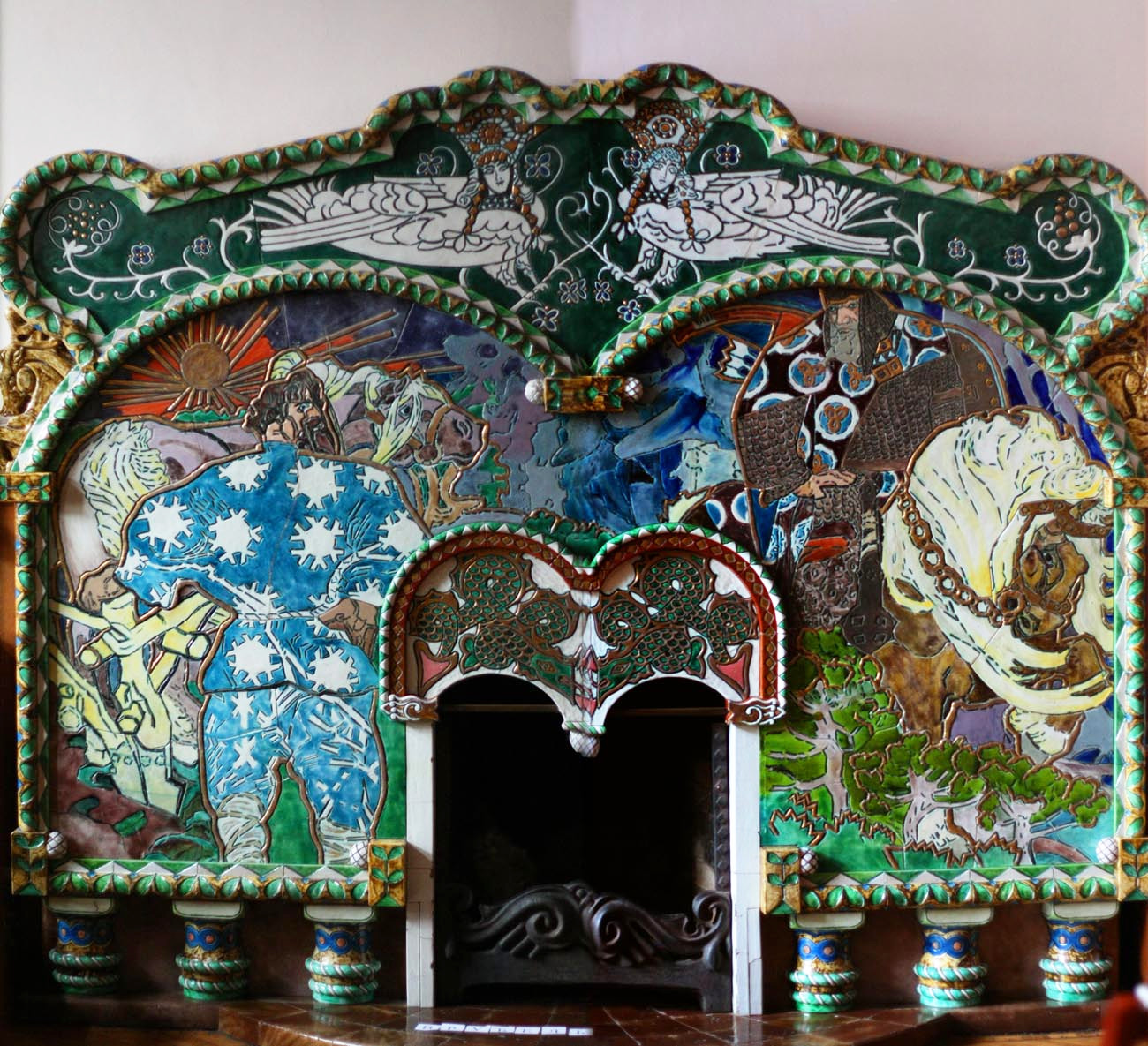
火爐「沃爾加·斯維亞托斯拉維奇與米庫拉·謝利亞尼諾維奇」巴扎諾夫宅邸典藏、1908年

阿布拉姆采沃的馬蒙托夫工作室與瑪麗亞·特尼舍娃公主在塔拉甚金諾的工作室體現了「工藝美術運動」的理念，該運動最初由威廉·莫里斯及其追隨者所創立。支持者們在機械製造與獨特藝術原則的衝突之際，討論恢復俄羅斯傳統工藝的可能性。 弗魯貝爾曾在阿布拉姆采沃與塔拉甚金諾兩處工作，但這兩個工作室在藝術面向上各有不同。例如，馬蒙托夫主要專注於戲劇和建築項目，而特尼舍娃則側重於俄羅斯民族傳統。 阿布拉姆采沃陶工廠的陶瓷在俄羅斯馬約利卡復興中扮演重要角色。弗魯貝爾被馬約利卡的樸素、自然與其粗糙質地以及釉彩隨性的潑灑所吸引。陶瓷讓弗魯貝爾能自由實驗材料的塑性與藝術可能性。由於工藝上的不拘一格，他得以將幻想付諸實現。 在阿布拉姆采沃，弗魯貝爾的計劃得到陶藝家彼得·庫茲米奇·沃林的大力支持與實現。

### 返義之旅
1891年，馬蒙托夫一家前往義大利，旅行計劃圍繞阿布拉姆采沃陶瓷工作室的興趣展開。弗魯貝爾作為顧問陪同出行，這引發了他與馬蒙托夫夫人伊莉莎白之間的衝突。於是馬蒙托夫和弗魯貝爾前往米蘭，弗魯貝爾的姊姊伊莉莎白（莉莉婭）當時正在那裡求學。 有建議弗魯貝爾冬季可留在羅馬，完成馬蒙托夫的委託：為《溫莎的風流婦人》製作裝飾並設計私家歌劇院的新幕布。薩瓦·馬蒙托夫給予弗魯貝爾月薪，然而試圖讓他住進馬蒙托夫家中卻引發與伊莉莎白的醜聞，弗魯貝爾因此決定與斯維多姆斯基同住。
弗魯貝爾與其他在羅馬工作的俄羅斯藝術家相處不佳，經常指責他們缺乏藝術天賦、抄襲等。他與亞歷山大及斯韋多姆斯基兄弟關係密切，經常與他們一同光顧歌舞雜耍場「阿波羅」與咖啡廳「阿蘭諾」。他也喜歡他們那由溫室改建而成的工作室，雖然由於玻璃牆與羅馬天花板使冬季寒冷難以久留。斯韋多姆斯基兄弟無條件認可弗魯貝爾的創作優越，不僅讓他住進家中，還與他共享商業訂單。 最終，馬蒙托夫安排弗魯貝爾入住半義大利裔的亞歷山大·里佐尼工作室，後者畢業於俄羅斯藝術學院。弗魯貝爾對他極為尊敬，願意在其指導下工作。主要原因在於里佐尼尊重畫家的個人風格，不干涉，但對勤奮要求嚴格。弗魯貝爾後來寫道：「我未曾從許多人那裡聽到如此公正卻又善意的批評。」
1892年冬季，弗魯貝爾決定參加巴黎沙龍，並由此獲得創作《雪姑娘》的靈感。伊莉莎白·馬蒙托娃後來寫道：
我探望了弗魯貝爾，他用水彩畫了一幅真人大小的雪姑娘頭像，背景是一棵覆蓋著雪的松樹。色彩美麗，但臉上有牙齦膿腫與怒目而視。多諷刺啊，他竟然要來羅馬畫俄羅斯的冬天。
弗魯貝爾繼續在阿布拉姆采沃創作。他帶著從義大利得來的想法，以照片為依據繪製風景，這使他單筆賺得50盧布。 返回後最重要的作品之一是畫板《威尼斯》，同樣是基於照片繪製。此作的主要特點在於其超越時間的特性，無法判斷事件發生的具體時刻。畫中人物散亂排列，造成空間被「壓縮」，並投射於平面上。《威尼斯》的對應作是《西班牙》，評論家認為是弗魯貝爾構圖最完美的作品之一。

### 裝飾藝術作品
1892年至1893年冬季，弗魯貝爾居住於阿布拉姆采沃。由於他為馬蒙托夫承接了大量委託作品，弗魯貝爾在莫斯科的聲譽大幅提升。例如，他接到訂單為位於波瓦爾斯卡亞街（Povarskaya Street）的鄧克家族宅邸進行裝飾。同時，他與莫斯科新藝術運動中最著名的建築師費奧多爾·謝赫特爾合作，裝飾了斯皮里多諾夫卡街（Spiridonovka Street）齊娜伊達·莫羅佐娃（Zinaida Morozova）的宅邸，以及波茲索森斯基巷（Podsosenskiy lane）的A. 莫羅佐夫住宅。
弗魯貝爾的裝飾作品充分展示了他多才多藝的天賦。他將繪畫、建築、雕塑與工藝美術結合於一體。卡爾波娃（Karpova）認為他在創造莫斯科現代主義整體風格中扮演了領導角色。弗魯貝爾的雕塑作品吸引了同時代藝術家的高度關注。例如，在其生命晚期，亞歷山大·馬特維耶夫曾提到：「沒有弗魯貝爾就不會有谢尔盖·季莫费耶维奇·科年科夫……」。
哥德式作品《羅伯特與修女們》（Robert and the Nuns）通常被視為弗魯貝爾最重要的雕塑作品之一，該作裝飾於莫羅佐夫宅邸的樓梯間。 建築學相關文獻強調弗魯貝爾在塑造莫斯科新藝術運動的藝術外觀方面具有獨特而關鍵的作用。藝術家創作了多件作品（以釉彩陶瓷與瓷磚製成的小型雕塑塑像），裝飾於重要建築物，涵蓋現代風格與偽俄羅斯風格，包括莫斯科雅羅斯拉夫爾車站、雅昆奇科娃別墅、瓦斯涅佐夫故居。馬蒙托夫位於薩多瓦亞-斯帕斯卡亞街（Sadovaya-Spasskaya Street）的宅邸正是按照弗魯貝爾的建築構想建造；他也主導了其他數個項目，如塔拉甚金諾的教堂及巴黎展覽館。

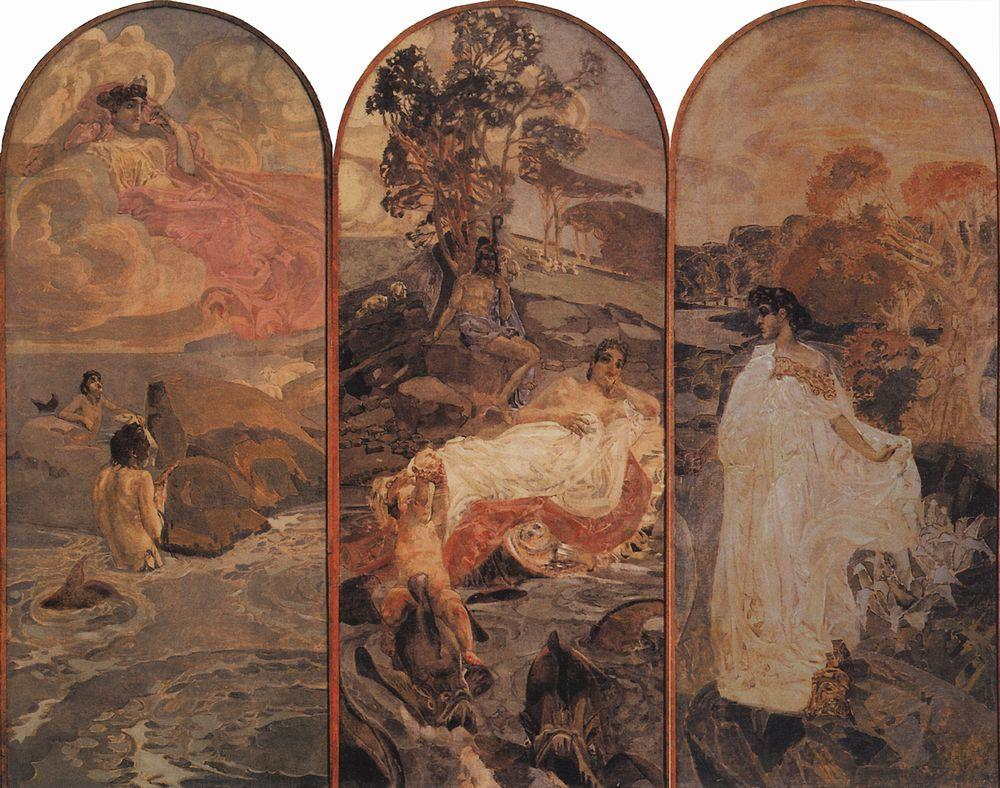
《巴黎的審判》，1893年

直到1893年11月，弗魯貝爾一直在創作《巴黎的審判》（The Judgement of Paris），該作品原本預計裝飾鄧克宅邸。雅列米奇（Yaremich）後來稱此作為「藝術的盛大節日」。 然而，委託方拒絕了《巴黎的審判》及匆忙完成的《威尼斯》。著名收藏家康斯坦丁·阿爾茨布舍夫（Konstantin Artsybushev）後來購得這兩幅作品，並於其位於澤姆里亞諾伊·瓦爾街（Zemlyanoy Val street）的住所設立工作室，弗魯貝爾於1890年代上半葉居住於此。當時，安娜從奧倫堡搬來莫斯科，得以更頻繁地與弟弟見面。

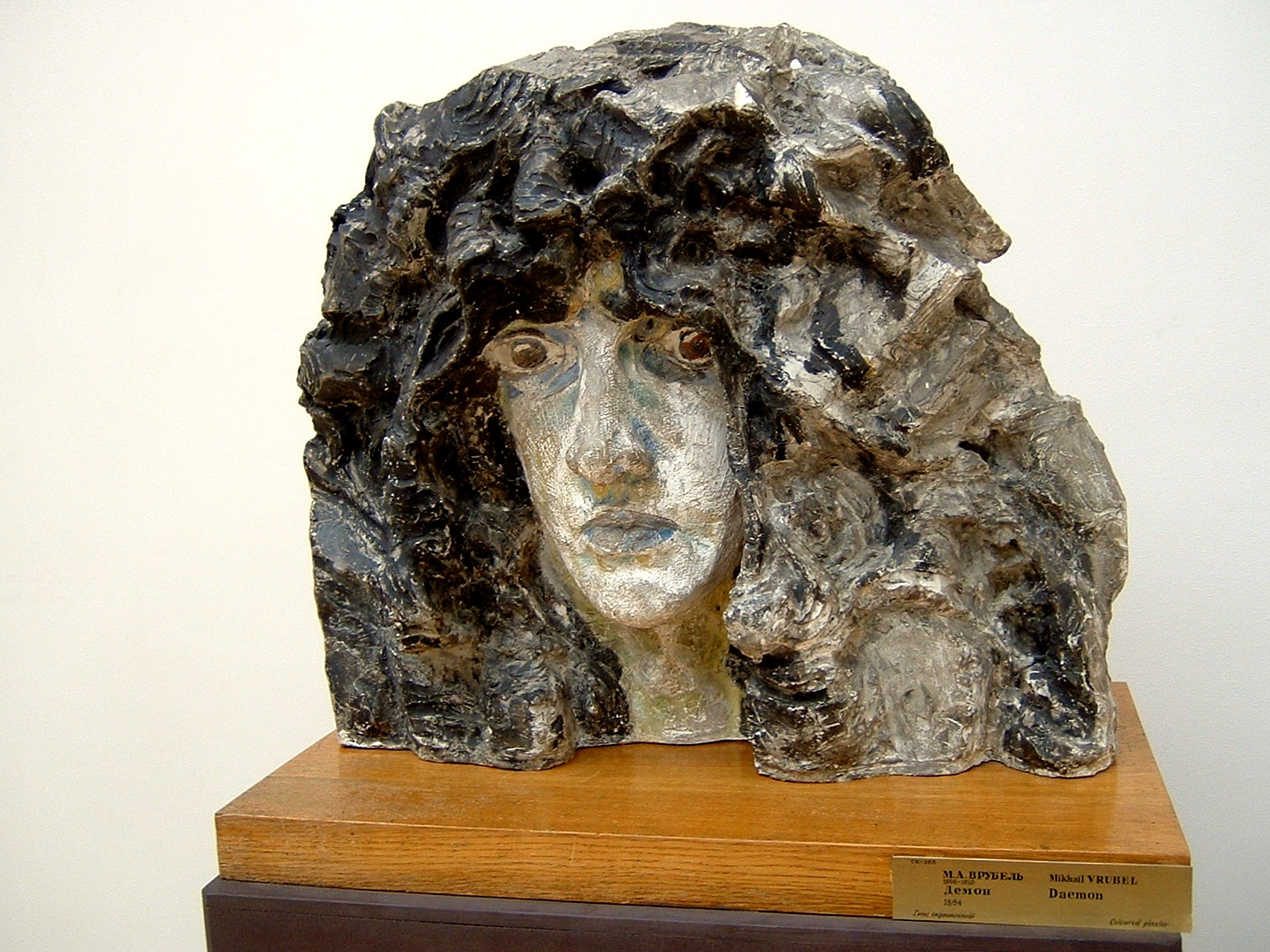
《惡魔》頭像，釉彩陶瓷，1894年，藏於俄羅斯博物館

1894年，弗魯貝爾陷入嚴重抑鬱，馬蒙托夫派他前往義大利照料其子謝爾蓋（Sergei），該子曾為退役的輕騎兵軍官，需在歐洲接受治療（患有遺傳性腎病並曾接受手術）。弗魯貝爾被認為是適合的人選——他無法忍受賭博，甚至在蒙地卡羅賭場離開時說：「真無聊！」 回程途中，他從熱那亞穿越地中海，抵達西西里島，再經希臘抵達伊斯坦布爾，最終抵達黑海。期間，他從四月底到五月中旬在敖德薩逗留了一個月，並完成了《納斯佳·弗魯貝爾肖像》（Nastya Vrubel Portrait of Nastya）。此時弗魯貝爾再次陷入貧困與家庭糾紛。隨後，他重返釉彩陶瓷藝術，創作了《惡魔》頭像。阿爾茨布舍夫購買了此作品，弗魯貝爾憑此資金回到了莫斯科。

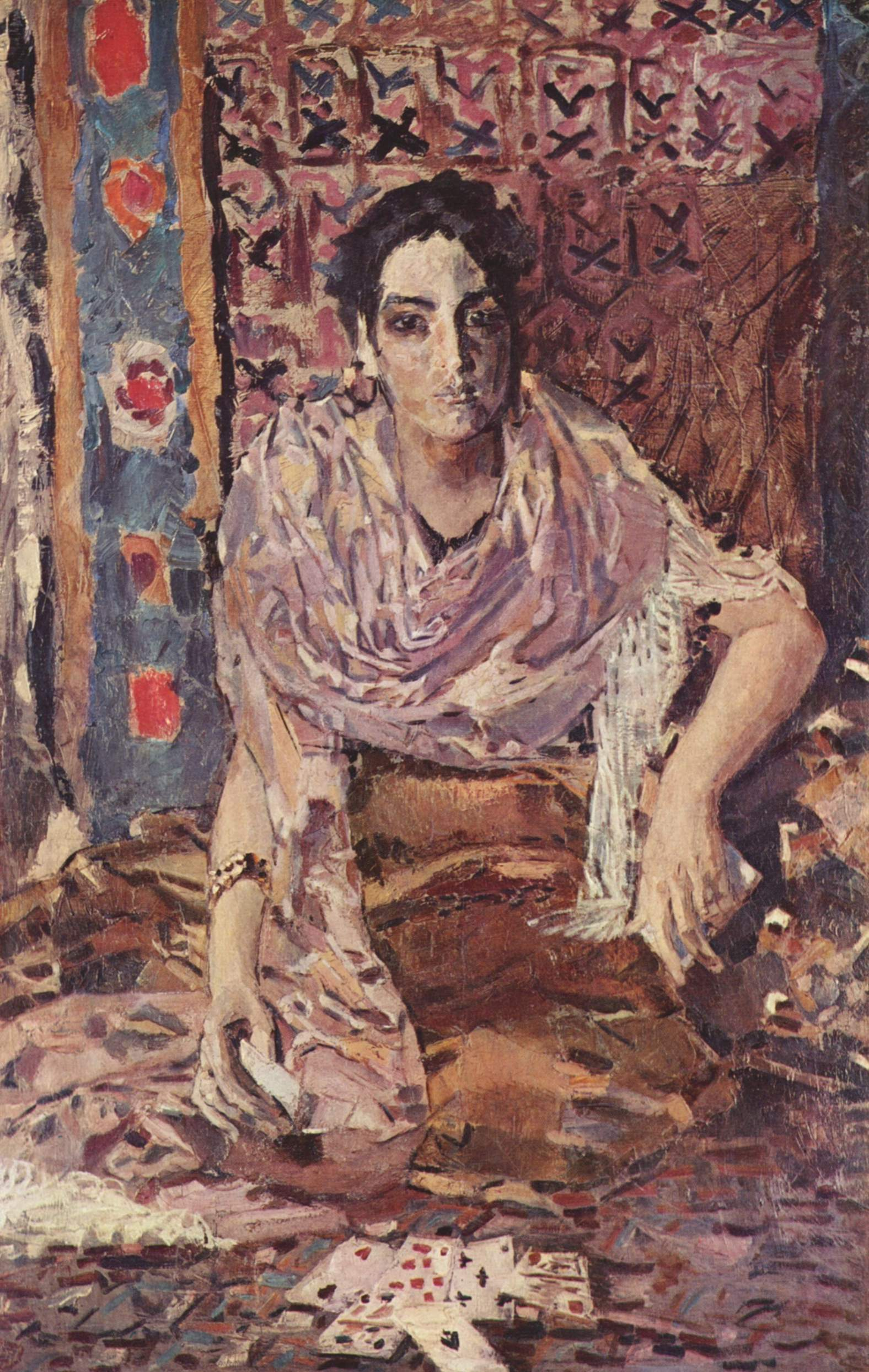
算命者，1895年

大約在同一時期，弗魯貝爾在一天之內完成了《算命者》一畫，這是出於強烈的內心衝動。這幅作品的構圖與《瑪妮·達赫諾維奇的肖像》相似，模特兒同樣坐在地毯前擺出相同姿勢。這位東方型黑髮女子不理會手中的牌，臉上表情難以捉摸。從色彩角度看，畫面焦點落在女孩肩上的粉紅圍巾上。據德米特里耶娃所述，雖然傳統上粉紅色象徵寧靜，但這條圍巾看起來「不祥」。推測《算命者》的模特兒是畫家的一位西伯利亞籍情人。即便在這幅畫中，弗魯貝爾仍受歌劇《卡門》的啟發，借用了其中不幸的占卜結局黑桃A。這幅畫是畫在已毀壞的馬蒙托夫兄弟尼古拉的肖像之上的。
弗魯貝爾繼續過著他的波希米亞式生活。根據科羅文的回憶，拿到水彩面板的大筆酬勞後，他的花費如下：
他在他所住的「巴黎」酒店裡組織了一場晚宴，邀請了所有住在那裡的人。當我從劇院回來加入時，看到桌子上擺滿了酒瓶、香檳，還有許多人，客人中有吉普賽人、吉他手、管弦樂隊、一些軍人、演員，米沙·弗魯貝爾像一位侍者般，從用餐巾包裹的瓶子中倒香檳給大家。「我多麼幸福啊，」他告訴我，「我覺得自己像個富翁。」看看大家多麼愉快和幸福。五千盧布沒了，仍然不足以支付開銷。於是，弗魯貝爾接下來兩個月努力工作以還清債務。

### 1896年下諾夫哥羅德展覽

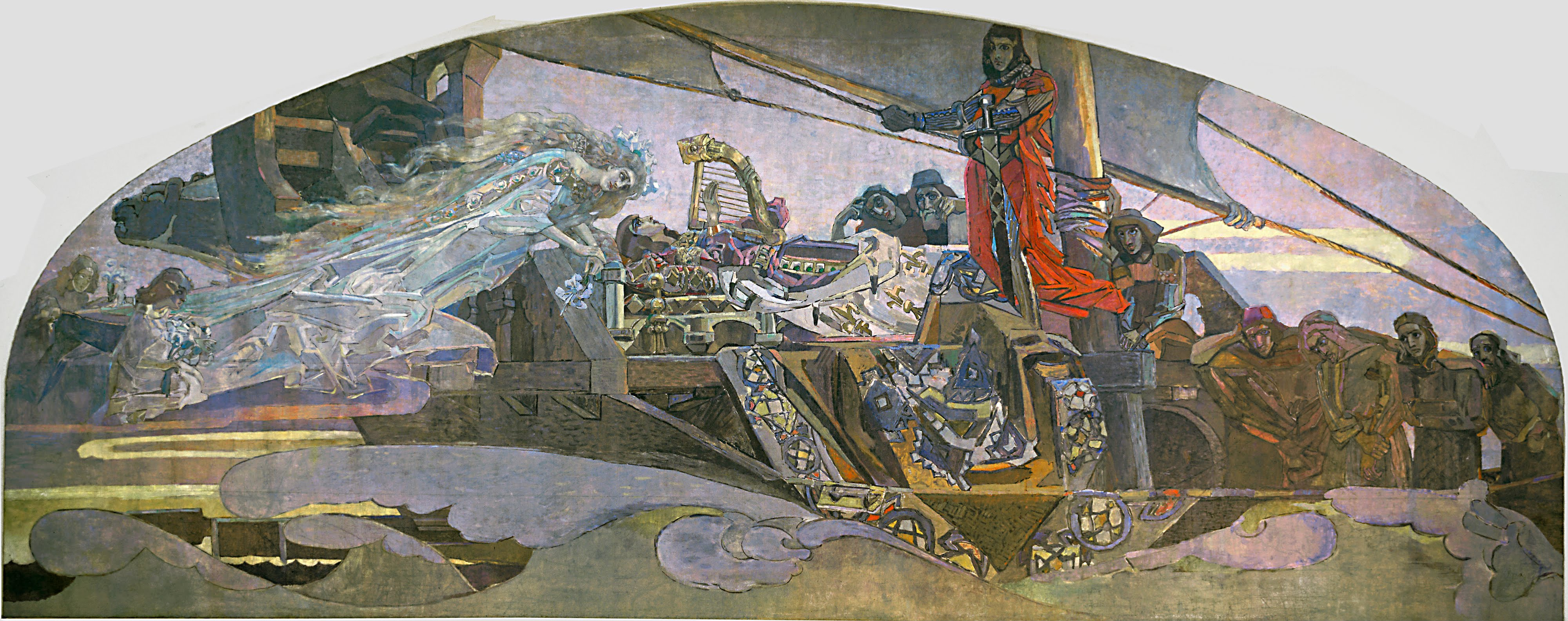
《夢之公主》，1896年。藏於特列季亞科夫畫廊

1895年，弗魯貝爾試圖在俄羅斯藝術圈中建立權威。二月，他將《N. M. 卡扎科夫肖像》送至第23屆巡回展览画派展覽，但該畫被拒絕展出。同季，他參加了莫斯科藝術家協會第三次展覽，展出了主題為《魯斯蘭與盧德米拉》詩歌的雕塑《巨人之首》。報紙《俄羅斯消息報》對該畫批評苛刻，並善意地列出了所有參展者，唯獨將弗魯貝爾單獨點名，指其如何剝奪作品的藝術與詩意之美。
隨後，弗魯貝爾參加了1896年俄羅斯全國展覽會，該展會旨在慶祝尼古拉二世與亞歷山德拉·費奧多羅夫娜加冕。薩瓦·馬蒙托夫是負責「北俄羅斯」展區的策展人。他注意到鄰近藝術區缺乏可覆蓋兩面大牆的作品。馬蒙托夫與財政部長討論後，提出用總面積為20×5米的大幅畫板覆蓋牆面，並向弗魯貝爾訂購了這些畫板。當時，畫家正忙於裝飾莫羅佐夫位於莫斯科的宅邸，但仍答應接下這個大訂單，總繪畫面積達100平方米，必須在三個月內完成。他計劃用畫作《米庫拉·塞利亞寧諾維奇》裝飾第一面牆，該畫象徵俄羅斯土地。第二面牆則選擇《夢之公主》，靈感來自法國詩人埃德蒙·罗斯丹同名作品。
由於時間緊迫，無法如期完成訂單。弗魯貝爾因此指示來自下諾夫哥羅德的畫家T.薩福諾夫（T. Safonov）根據他的素描開始繪製《米庫拉》。裝飾性飾帶由俄羅斯攝影師安德烈·卡雷林之子A. Karelin完成。
3月5日，藝術院院士阿爾伯特·尼古拉耶維奇·伯努瓦向藝術院報告稱，正在藝術館內展出的作品與展覽主題不符，要求弗魯貝爾提交這些大型畫板的草圖。4月25日，伯努瓦抵達下諾夫哥羅德後發出電報：
弗魯貝爾的畫板令人恐懼，我們需要撤下它們，等待評審團決定。」
5月3日，由弗拉基米爾·亞歷山德羅維奇·別克列米舍夫、康斯坦丁·薩維茨基、帕維爾·布魯洛夫等人組成的藝術院委員會抵達聖彼得堡，結論為弗魯貝爾的作品不適合展出。馬蒙托夫勸弗魯貝爾繼續創作，並親自前往聖彼得堡遊說委員會，但最終遭拒。弗魯貝爾發現早先創作的《米庫拉·塞利亞寧諾維奇》（Mikula Selyaninovich）人物比例失調，遂當場開始重新繪製新作。5月22日，弗魯貝爾被要求撤出展廳，他的作品則被收走。
弗魯貝爾在經濟上未受損失，因馬蒙托夫以每幅畫5,000盧布的價格買下兩幅畫作，並委託瓦西里·波列諾夫與康斯坦丁·科羅文完成尚未完成的《米庫拉》。畫布被捲起帶回莫斯科，波列諾夫和科羅文開始後續繪製，而弗魯貝爾則在阿布拉姆采沃陶瓷廠的棚屋內完成《夢之公主》。這兩幅畫作於7月15日至17日尼古拉二世訪問前運抵下諾夫哥羅德。除了這兩幅大型畫板外，弗魯貝爾的展覽還包括《魔鬼之頭》、《巨人之頭》、《巴黎的審判》及《商人K. 阿爾茨比舍夫的肖像》等作品。隨後，莫斯科都市酒店建設期間，其中一座面向涅格林納亞街的噴泉以馬蒙托夫委託阿布拉姆采沃工作室製作的陶瓷板裝飾，該板再現了《夢之公主》畫面。
當時，弗魯貝爾因處理婚姻事務而赴歐洲，馬蒙托夫則負責在莫斯科的所有事務。馬蒙托夫還建立了一個名為「弗魯貝爾裝飾畫板展覽館」的專門展館，展示被藝術院拒絕的作品。此舉引發了報刊上的激烈爭論。尼古拉·加林-米哈伊洛夫斯基率先發表了題為《畫家與評審團》的文章，理性分析弗魯貝爾的藝術，未帶有任何攻擊意味。相對地，马克西姆·高尔基則持批評態度，他將《米庫拉》比作虛構角色契爾諾莫爾，認為《夢之公主》表現出「古怪與醜陋的本來美好情節」。高爾基在五篇文章中批判弗魯貝爾「精神貧乏，想像力貧瘠」。

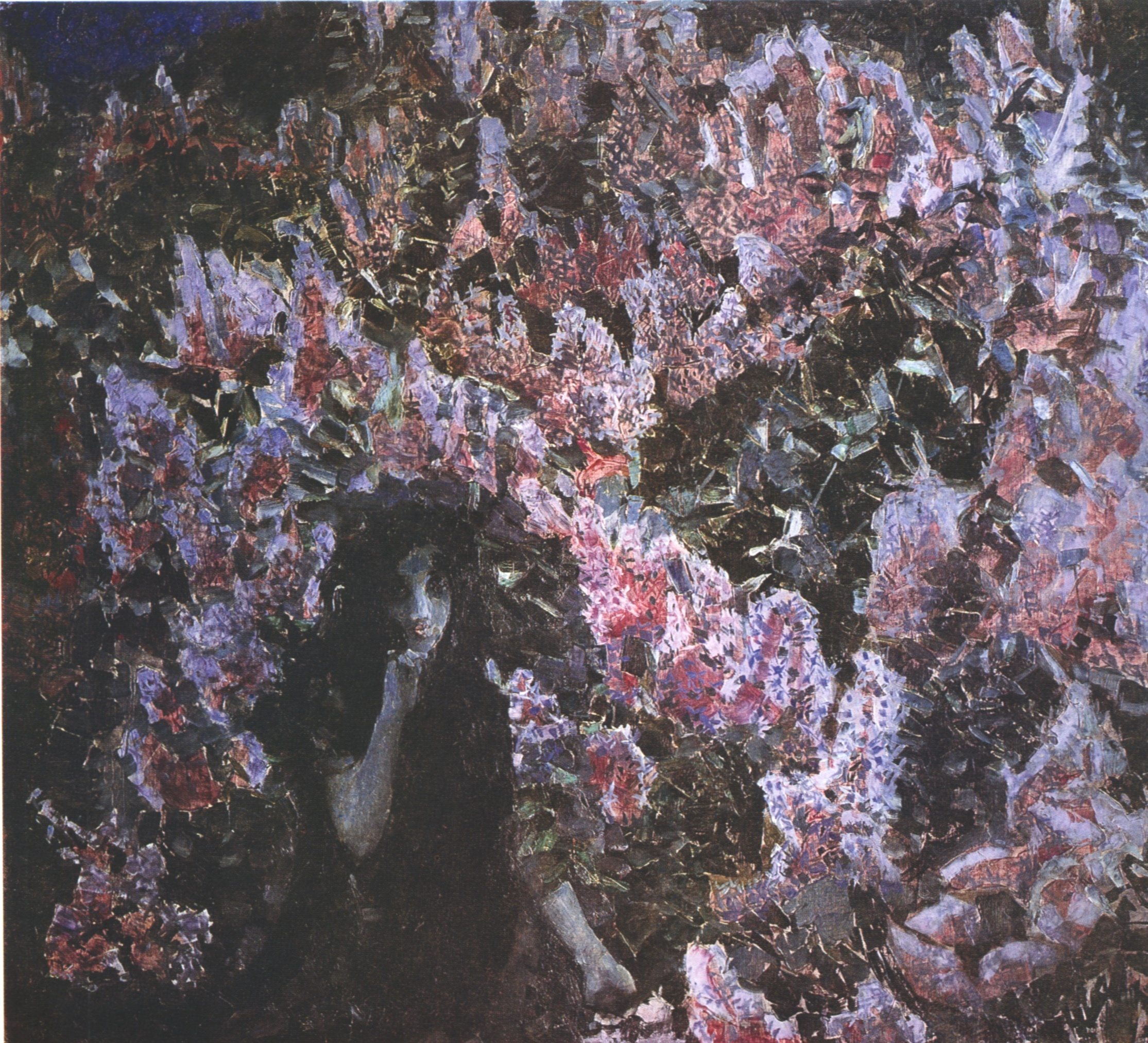
《丁香》，1900年，收藏於特列季亞科夫畫廊

康斯坦丁·科羅文後來在回憶錄中提及一則趣聞，反映官方對這場藝術風波的反應：
當弗魯貝爾病重住院時，迪亞基列夫在藝術學院舉辦了一場展覽。皇帝親自出席了開幕式。
當他看到弗魯貝爾的畫作《丁香》時，說：

—— 多麼美啊，我喜歡這幅畫。

站在一旁的弗拉基米爾·亞歷山德羅維奇·苏杰茨大公激烈反對地說：

—— 這是什麼東西？這分明是頹廢派……

—— 不，我喜歡，——皇帝堅持道。

—— 這畫是誰畫的？

—— 弗魯貝爾，——有人回答。

……皇帝轉身看向隨從，當他看見藝術學院副院長托爾斯泰伯爵時，說：

—— 伊萬·伊萬諾維奇伯爵，這不是那個在下諾夫哥羅德被「處決」（казнили）的人嗎？」

### 婚姻與後續創作（1896–1902年）

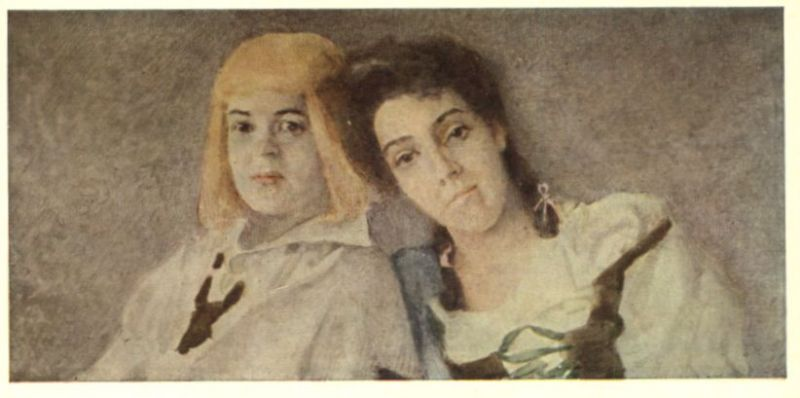
塔季揚娜·盧巴托維奇飾葛麗特肖像

1896年初，弗魯貝爾從莫斯科前往聖彼得堡拜訪薩瓦·馬蒙托夫。當時，俄羅斯首演的童話歌劇《糖果屋》即將上演。馬蒙托夫熱衷於該劇的舞台製作，甚至親自翻譯了歌詞本，並資助了帕納耶夫斯基劇院的聯合劇團。預定主演中包括首席女高音塔季揚娜·盧巴托維奇。原先由康斯坦丁·科羅文負責布景與服裝設計，但因病無法完成，改由從未看過歌劇的弗魯貝爾接手。一次排練中，畫家見到了飾演葛麗特姊姊的娜傑日達·扎貝拉-弗魯貝爾。
娜傑日達後來回憶初遇弗魯貝爾的情景：
中場休息時（我記得我站在幕後），突然有個男子衝過來親吻我的手臂，驚訝地說：『多麼美妙的嗓音！』站在旁邊的塔季揚娜·盧巴托維奇急忙介紹他給我認識：『這是我們的畫家米哈伊爾·弗魯貝爾』，她悄悄說：『他人很高貴，但有些情緒化。』」

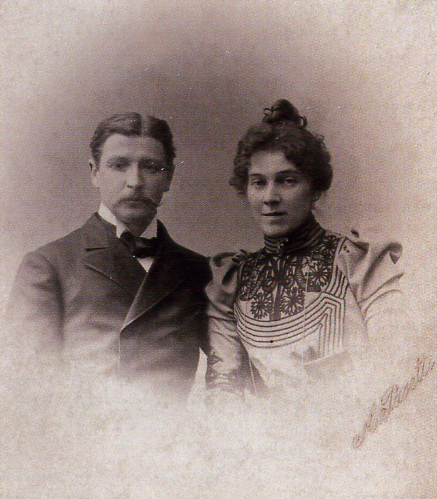
米哈伊爾·弗魯貝爾與娜傑日達，1896年

弗魯貝爾在首次見面不久後便向娜傑日達求婚。在致安娜·弗魯貝爾的信中，他曾提到若被拒絕將立即自殺。然而，娜傑日達家人對兩人年齡差距（弗魯貝爾40歲，娜傑日達28歲）感到困惑。娜傑日達本人也知道弗魯貝爾「嗜酒、經濟狀況不穩定、花錢無度」。儘管如此，兩人於7月28日在瑞士日內瓦的俄羅斯教堂訂婚，並於琉森的旅館度蜜月。訂婚時，弗魯貝爾已身無分文，甚至需徒步從車站到娜傑日達的住所。
1896年秋季，娜傑日達與哈爾科夫歌劇院簽訂了一份短期合約。然而，弗魯貝爾在該城市的委託並不多，不得不依靠妻子的資金生活。這促使他轉向劇場繪畫及服裝設計。根據其熟人回憶，弗魯貝爾開始為娜傑日達設計服裝，並為塔季揚娜·拉里納（Tatiana Larina）重新製作戲服。 季米特麗娃（Dmitrieva）指出，弗魯貝爾「莫斯科時期」的豐碩成果，歸功於娜傑日達及她對尼古拉·里姆斯基-科萨科夫的崇拜。 他們於1898年親自見面，當時娜傑日達受邀參加莫斯科私家歌劇演出。 扎貝拉回憶說，弗魯貝爾曾聆聽她在歌劇《薩特闊》中飾演沃爾霍夫公主（Princess of Volkhov）的演出不下90次。當她問他是否感到厭倦時，他回答：「我可以無限次聽管弦樂隊，尤其是海洋部分。每次我都能在其中發現新的奇蹟，看到一些奇幻的音調。」

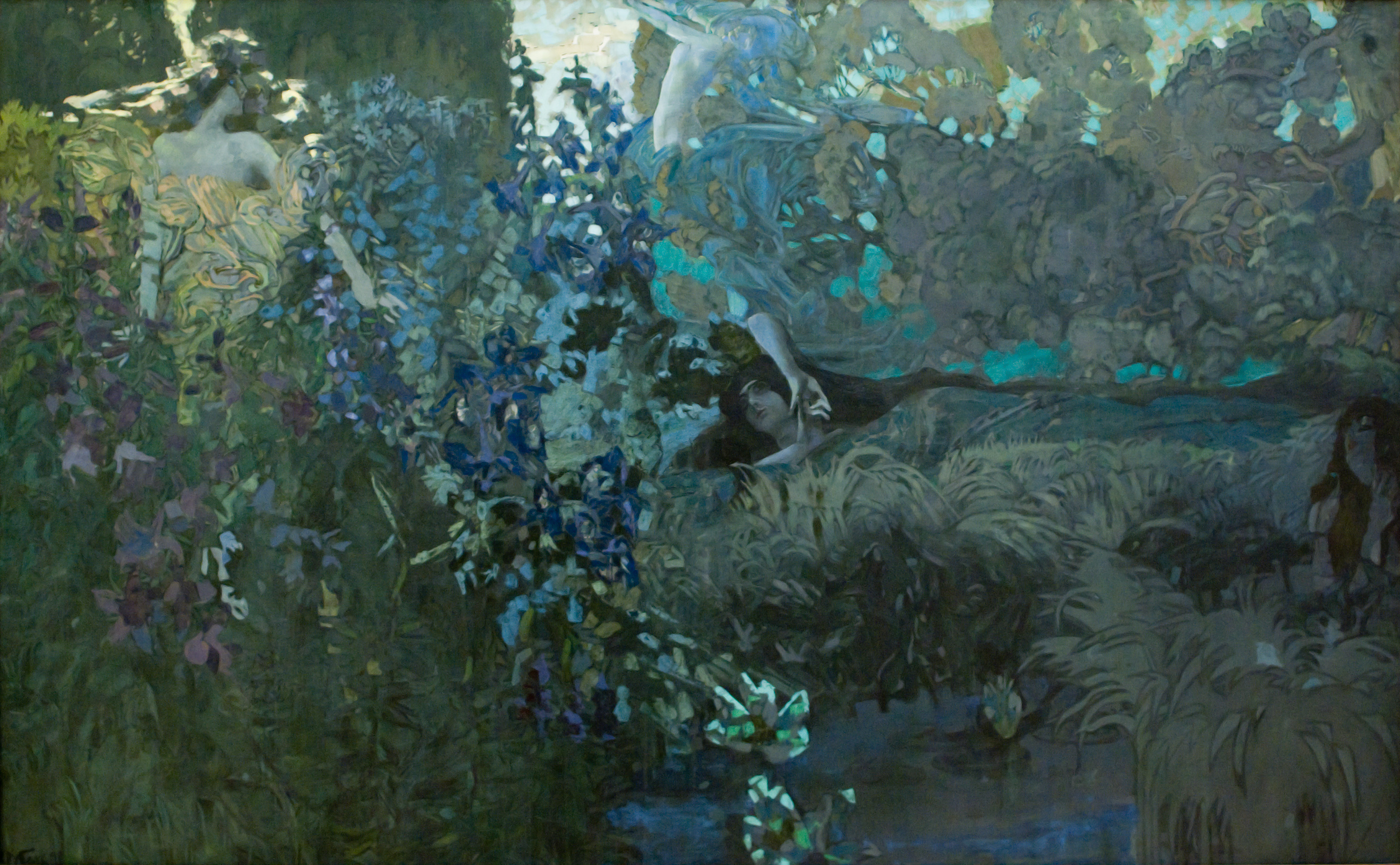
《晨曦》，1897年。藏於俄羅斯博物館

1898年1月，弗魯貝爾在聖彼得堡停留期間，伊利亞·列賓勸告他不要銷毀被委託方拒絕的畫作《晨曦》（Morning），而應嘗試在其他展覽中展出。結果，此作品得以在謝爾蓋·达基列夫組織的俄羅斯與芬蘭畫家展覽中於聖彼得堡史蒂格利茨國立藝術設計學院博物館展出。夏季在烏克蘭逗留期間，弗魯貝爾開始出現未來疾病的多種症狀。他的偏頭痛愈發嚴重，據其嫂子回憶，他不得不服用大量非那西丁（多達25粒甚至更多）。米哈伊爾開始感受到強烈的焦慮，尤其當有人不同意他對藝術作品的看法時更甚。

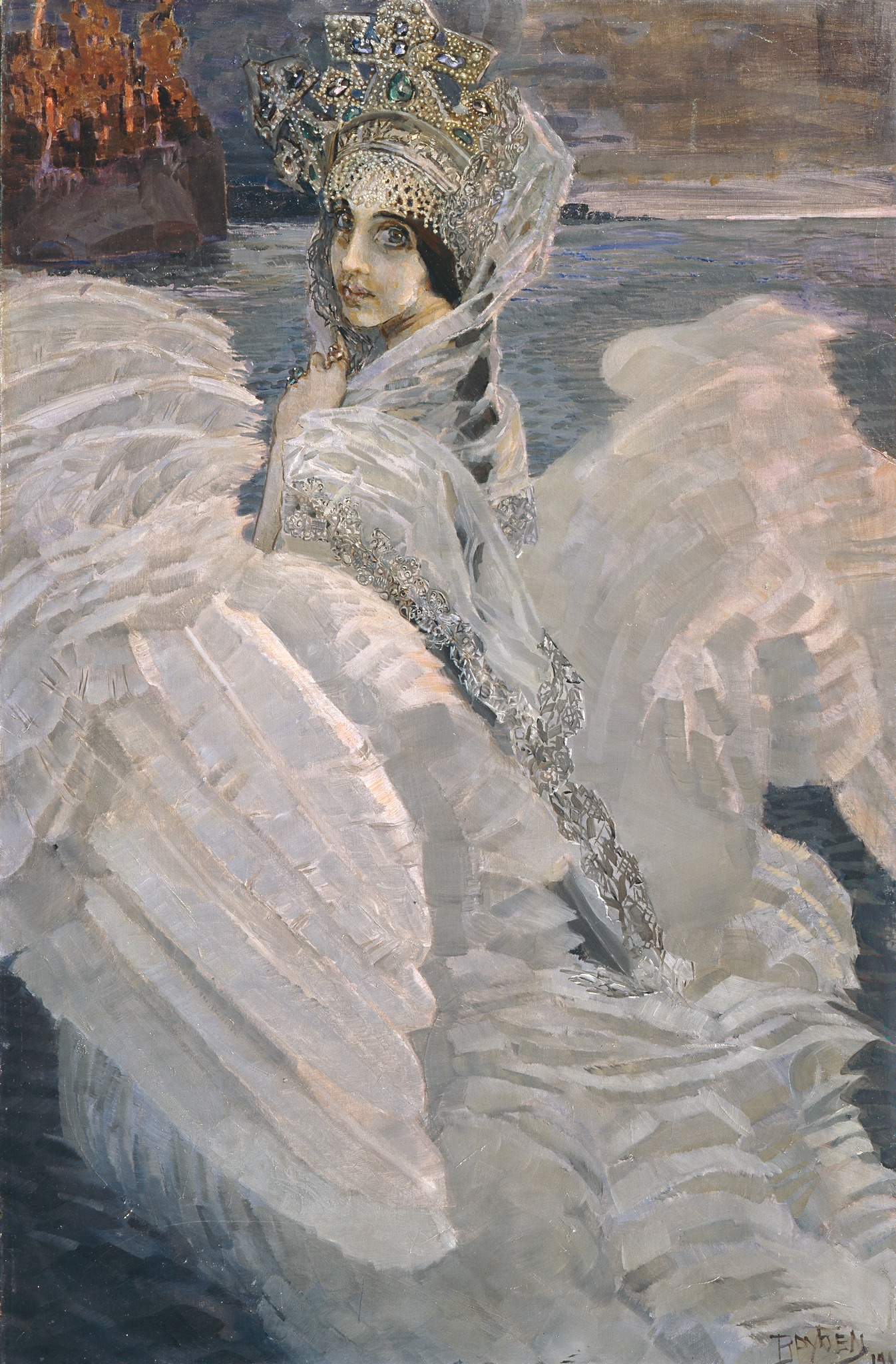
天鵝公主，1900年。藏於特列季亞科夫畫廊

19世紀末期，弗魯貝爾多次採用童話與神話題材作為主題，尤以《博加梯爾》（Bogatyr）、《潘》（Pan）與《天鵝公主》（Tsarevna-Lebed）為代表。

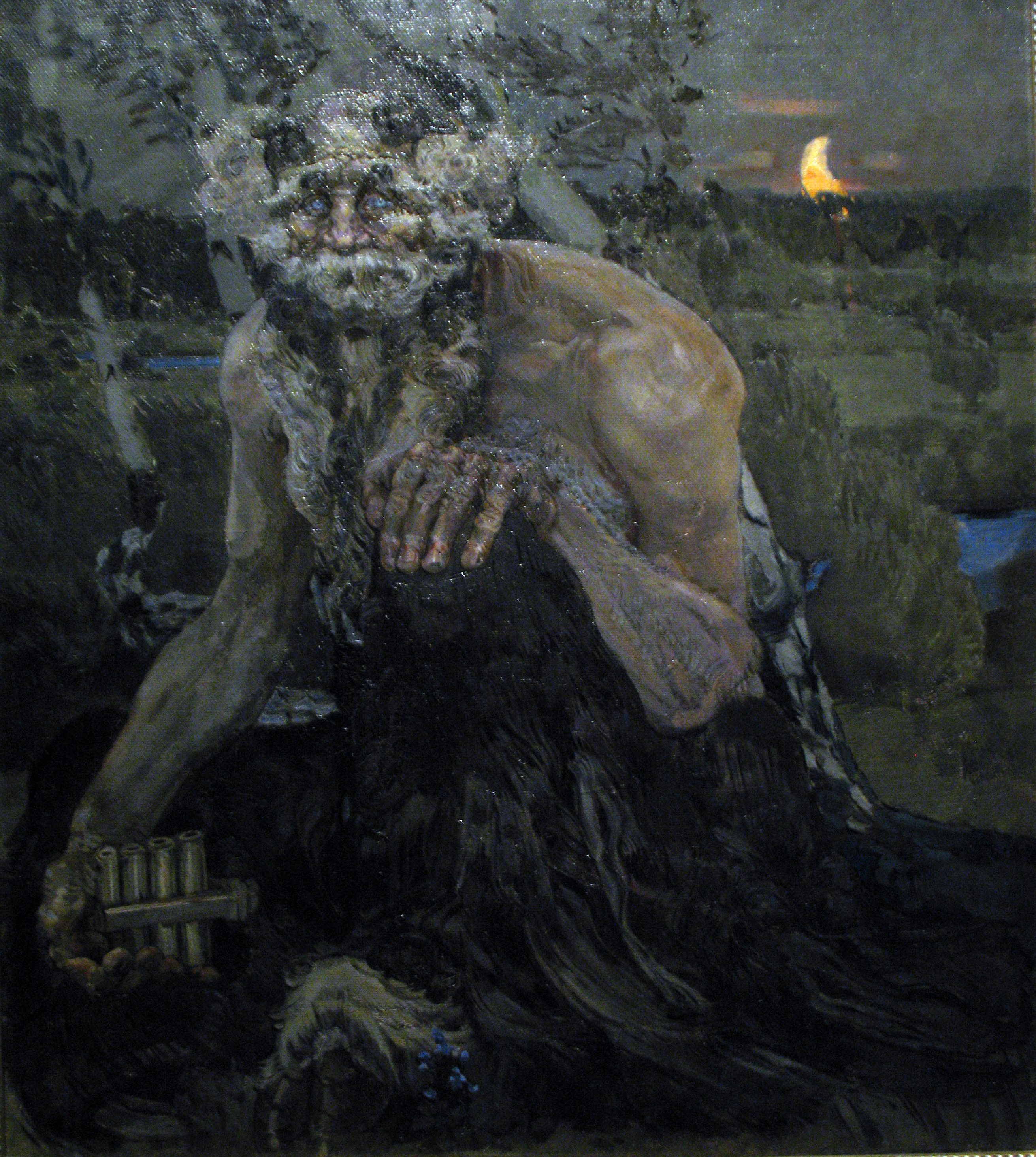
《潘》，米哈伊爾·弗魯貝爾，1899年，油畫，特列季亞科夫畫廊，莫斯科，尺寸124×106.3厘米。

1899年的畫作《潘》（Pan）中，弗魯貝爾利用神話人物展現人與自然的有機統一。此人物形象並非西方所熟悉的永恆青春的情色形象，而更接近俄羅斯民間傳說中的萊西，即俄羅斯森林之靈。 該生物蓄有濃密鬍鬚，體態健壯且魁梧，並以頑皮著稱。據說他與樹木一樣高大，在故事中會惡作劇地戲弄旅行者，但僅是玩笑，因為其性格善良。 其頑皮性格從眼神中顯露無疑。畫中生物處於暮光時分，暗示自然中神秘力量的覺醒，這些力量由茂密植被及其化身潘所維繫。潘象徵自然，象徵自然的豐饒與生機。這一象徵也體現在人物軀體的表現上：他的身體似乎從樹樁中長出，髮絲的卷曲與手指的彎曲像是橡樹的節疤與枝杈。 弗魯貝爾選擇的光線微微照亮人物，營造出神秘氣氛，而畫中的蒼白月亮則進一步增強這種感覺。
弗魯貝爾在特尼舍娃公主位於塔拉甚金諾的宅邸中，用一天時間完成了《潘》。畫作使用的畫布先前曾被他用於繪製妻子肖像。此作靈感源自阿纳托尔·法朗士的文學中篇《聖薩堤爾》（"Saint Satyr"）。 弗魯貝爾費盡心力才得以在达基列夫的展覽中展示其作品，此前他在莫斯科藝術家協會的展覽上並未獲得關注。

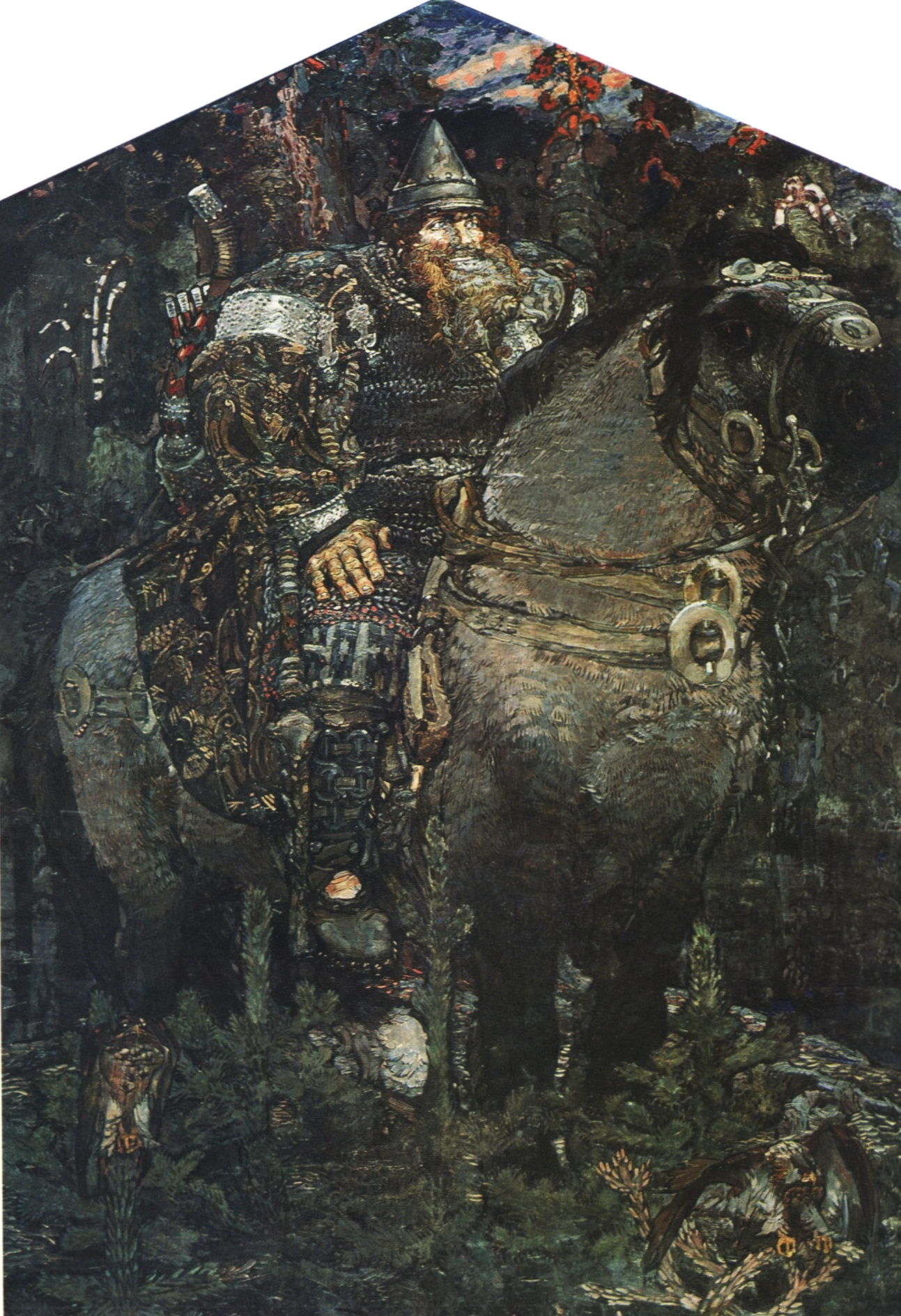
‘博加特爾（Bogatyr）’，1898年，俄羅斯博物館，聖彼得堡，俄羅斯，油畫，321.5 x 222 公分。

1898年，弗魯貝爾繪製了《騎士》或稱《博加特爾》。在這幅畫中，弗魯貝爾描繪了一位來自古俄羅斯民間傳說中的博加特耶尔，這與以優雅且過於精緻著稱的前拉斐爾派西方騎士形象截然不同。 這個人物身形厚重強壯，留著鬍鬚和粗糙的雙手，既能耕田也能戰鬥。此畫極有可能受到俄羅斯著名史詩英雄「穆羅姆的伊利亞」啟發，傳說他曾擊敗超自然怪物，其戰馬能跳得比最高的樹還高，僅次於天空中的雲朵。 在描述伊利亞故事的古俄羅斯史詩《壮士歌》中有記載：「伊利亞在地上休息時，力量增強了三倍。」 弗魯貝爾在他於阿布拉姆采沃逗留期間創作的其他室內裝飾作品中，也曾引用過比利納這類關於各種英雄的古斯拉夫傳說。 在俄羅斯，穆羅姆的伊利亞象徵著驚人的體力和精神力量與正直，其人生主要目標是保護俄羅斯的祖國和人民。
博加特爾所穿的長袍、鎖子甲及靴子上的花紋與古俄羅斯聖像中戰士聖人的服飾相似。 畫中景色帶有裝飾性，令人聯想到巴克斯特（Bakst）所製作的《與潘共度午後》等作品。 弗魯貝爾的《博加特爾》與浪漫主義畫家维克托·瓦斯涅佐夫的《博加特爾》有所不同，後者缺乏弗魯貝爾作品中所具備的精神與奇幻特質。弗魯貝爾不僅想表達對俄羅斯土地的力量，如同瓦斯涅佐夫般，還希望呈現「沉默變形的迷人氣氛：博加特爾形象中那種古老的『屬於土地』感覺」。 弗魯貝爾的博加特爾可被解讀為自然化身成人，或至少感覺與自然緊密相連。 博加特爾與其環境本土融合。弗魯貝爾努力將博加特爾與背景融為一體，這種背景與象徵物的統一是弗魯貝爾創作的典型特徵。 博加特爾是自然豐盛力量和精神品質的一部分；這種自然經常在民間傳說中被詩意化。
傳統觀點認為《天鵝公主》的靈感來自歌劇舞台佈景。然而該畫於春季完成，而《沙皇薩爾坦的故事》的排練則發生在秋季，首演時間為1900年12月21日。 此畫的藝術價值曾引起廣泛爭議，並非所有評論家都承認其為傑作。 德米特里耶娃對此作品的評價是：「這幅畫令人感到某種不安，亚历山大·勃洛克正因如此而將它視為最愛。在聚集的暮光中，帶著猩紅的夕陽餘暉，公主漂浮進入黑暗，僅在最後一次回頭時做出她那奇異的警告姿態。這隻擁有處女面孔的鳥兒不太可能成為吉頓（Guidon）馴服的妻子，她悲傷的告別目光也未帶來承諾。她看起來不像娜傑日達·扎貝拉，儘管扎貝拉也在《沙皇薩爾坦的故事》中飾演此角，畫中的人物卻是完全不同的人。」尼可拉‧普拉霍夫認為《天鵝公主》面孔中有他妹妹葉蓮娜‧普拉霍娃的影子，但該畫更可能源於弗魯貝爾對其初戀艾米莉·普拉霍娃、娜傑日達·弗魯貝爾以及可能他人的綜合形象。

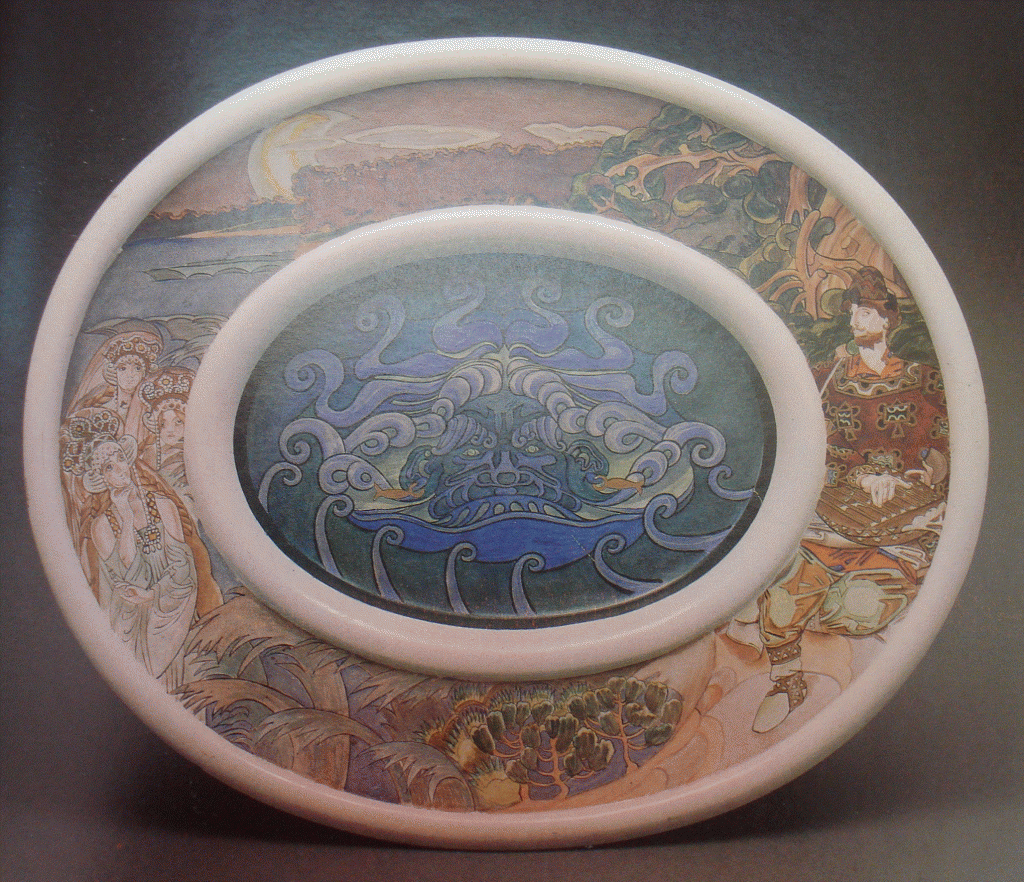
盤子「薩德科」，1899–1900年

1900年夏季中旬，米哈伊爾·弗魯貝爾獲知他憑藉壁爐裝飾作品《沃爾加·斯維亞托斯拉維奇與米庫拉·塞利亞尼諾維奇》（Volga Svyatoslavich and Mikula Selyaninovich）在1900年世界博览会中榮獲金牌獎。除了弗魯貝爾外，康斯坦丁·柯羅文和菲利普·馬利亞溫也獲得金牌，而謝羅夫則贏得大獎。弗魯貝爾的作品（主要是應用陶瓷和馬約利卡藝術品）於家具與裝飾宮展出。 隨後，藝術家重複製作了四座《沃爾加·斯維亞托斯拉維奇與米庫拉·塞利亞尼諾維奇》壁爐，但僅有位於巴扎諾夫之家（House of Bazhanov）的一座實際使用。同期，弗魯貝爾也受邀在杜柳沃瓷器廠工作，其最著名的瓷器繪畫作品為盤子「薩德科」()。

### 墮落的惡魔

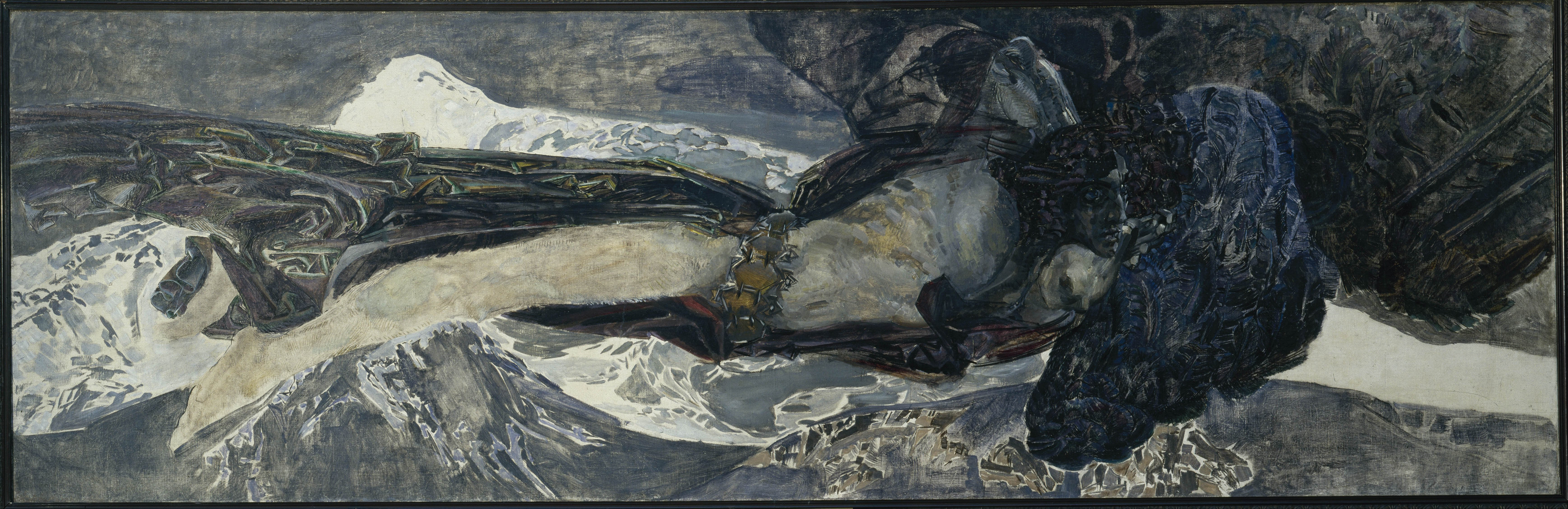
飛翔的惡魔，1899年，收藏於俄羅斯博物館

十年後，弗魯貝爾再次回到惡魔主題，這在1898年底他與尼古拉·里姆斯基-科萨科夫的來信中有所體現。從1899年起，他在《飛翔的惡魔》與《墮落的惡魔》兩幅畫作間搖擺，最終選擇前者，但該作品未完成。這些畫作和多幅插圖靈感來源於米哈伊尔·莱蒙托夫的《惡魔》和亚历山大·普希金（Pushkin）的《先知》（The Prophet）兩者糾結的故事情節。
畫中呈現被拋入群山中的惡魔，周圍是混亂旋轉的色彩。惡魔的身體破碎，但雙眼依然明亮注視著觀者，彷彿未被擊敗。 其修長變形的身軀比例不自然，呈現身體受到自然力量折磨的痛苦感。 整幅畫帶有絕望的氣息：混亂的環境、惡魔灰白的臉龐和褪色的色調。 此畫似乎反映了弗魯貝爾內心世界的痛苦與他未來精神失常的前兆。
在《墮落的惡魔》中，弗魯貝爾似乎指涉宗教形象。惡魔頭戴可解讀為荊棘冠的裝飾，暗示基督受難時所經歷的痛苦。 這裡弗魯貝爾將通常與邪惡連結的惡魔形象與基督結合，顯得格外特殊。畫中使用的金屬粉末模仿了啟發他的拜占庭馬賽克藝術。 此外，弗魯貝爾原本打算以「聖像」（‘Icone’）為題展出《墮落的惡魔》， 直接呼應拜占庭宗教藝術，表現旨在引領觀者至更高的靈性境界。

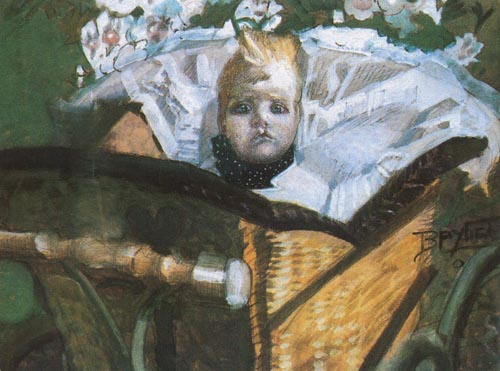
兒子肖像，1902年。收藏於俄羅斯博物館

1901年9月1日，娜傑日達生下一名兒子，取名薩瓦（Savva）。嬰兒體格健壯，肌肉發達，但患有唇顎裂。娜傑日達的姊姊葉卡捷琳娜·蓋（Ekaterina Ge）曾說：「米哈伊爾有一種特殊的審美品味，因此他能在某種不規則中發現美。儘管孩子有唇裂，但他有著一雙大大的藍眼睛，非常可愛，初見時唇裂令人驚訝，但隨後大家就會忘記它了」。
在繪製《惡魔》期間，弗魯貝爾畫了一幅大幅水彩畫，描繪六個月大的薩瓦坐在嬰兒車中。正如尼古萊·塔拉布金後來回憶：
這個微小生命的恐懼與哀傷的臉龐如流星般在世間閃現，充滿了非凡的表現力與某種孩童般的智慧。他的雙眼似乎預言性地捕捉了自己脆弱生命的全部悲劇命運。
薩瓦的誕生使家庭生活發生劇變。娜傑日達決定暫停事業，並拒絕聘請保姆，因此弗魯貝爾必須負擔起家庭經濟重擔。從1901年9月至10月，弗魯貝爾開始出現憂鬱症狀，因工作時間大幅增加而精神負擔沉重。11月起，他停止繪製《墮落的惡魔》。弗魯貝爾的傳記作者後來寫道：
整個冬季，弗魯貝爾工作非常刻苦。平時每天工作3–4小時，冬天則增加至14小時甚至更久，他在房間內不曾離開畫布，偶爾披上外套打開窗戶吸吸冷空氣，自稱「散步」。他全身心投入工作，對任何干擾都極度不耐，拒絕來訪客人，也很少與家人交談。這幅《惡魔》多次接近完成，卻被他一次又一次重畫。
如德米特里耶娃所述：「這不是他最好的畫作。畫面格外華麗，當初創作時粉紅色的冠冕閃耀，孔雀羽毛閃爍生輝（幾年後這些耀眼的色彩逐漸暗淡、乾裂，現在幾乎變黑）。過度裝飾的效果本身削弱了作品的深度。這幅畫令人大吃一驚，甚至震撼，當時已失去情緒平衡的藝術家背離了他對‘深層本質’的崇拜，從純形式角度看，《墮落的惡魔》比弗魯貝爾其他作品更具現代主義風格。」
弗魯貝爾的心理狀況持續惡化。他開始患上失眠，焦慮程度與日俱增，畫家變得異常自信且話多。1902年2月2日，《墮落的惡魔》在莫斯科的展出未獲成功（畫家原本希望這幅畫能被特列季亞科夫畫廊收購），與此同時，弗魯貝爾的朋友里佐尼因《藝術世界》雜誌中的不當批評而自殺。
隨後這幅畫被帶往聖彼得堡，弗魯貝爾在那裡不斷重畫它。然而，據他的朋友們說，他只是在破壞它。由於畫家的焦慮情緒，他的朋友們帶他去見著名精神科醫生弗拉迪米爾·米哈伊洛維奇·別赫捷列夫，後者診斷弗魯貝爾患有「無法治癒的進行性麻痺」，即第三期梅毒。米哈伊爾·弗魯貝爾在不知病情的情況下前往莫斯科，而他的狀況在那裡進一步惡化。這幅畫後來由著名收藏家{弗拉基米爾·馮·梅克以3000盧布購得。
根據娜傑日達與林姆斯基－柯薩科夫之間的通信，弗魯貝爾「發瘋了」，酗酒、揮霍金錢，稍有不順即與人斷絕來往。他的妻子與兒子試圖逃避他，前往梁贊的親戚家避難，但他仍尾隨而去。四月初，弗魯貝爾被送往由薩維·馬吉列維奇經營的一所私人醫院接受治療。

## 疾病與逝世（1903–1910年）

### 第一次危機
弗魯貝爾的精神失常引起了媒體的關注；然而，評論大多持負面態度。例如，報紙《俄羅斯傳單》刊登了題為《精神頹廢者》（"Mental Decadents"）的文章，導致官方公開否認其藝術價值。不久後，藝術界的既有畫家開始發表文章，聲稱《墮落的惡魔》「擁有每一件真正藝術作品所必須具備的特質」。 亞歷山大·貝努瓦也改變了對弗魯貝爾畫作的看法，甚至在其著作《俄羅斯十九世紀藝術史》（"History of Russian XIX century Art"）中加入了一段關於弗魯貝爾畫作「真摯詩意本質」的感性描述。 接著，伯努瓦與季哈列夫決定向公眾證明弗魯貝爾的神智正常，於1902年策劃舉辦了包括他三幅《惡魔》作品在內的36件畫作展覽。此展成為大眾態度轉折點，讓人們重新審視弗魯貝爾的藝術；然而，仍少有人相信他能恢復健康。《藝術世界》的文章作者甚至以過去式書寫弗魯貝爾，彷彿已對他的藝術生涯做出總結。
從1902年4月至8月，弗魯貝爾的精神狀況極為惡化，甚至連其姊姊和妻子都無法探望。他神志狂亂，需持續監護。病情稍緩時，他能夠言語清晰並試圖繪畫，但此時期的所有畫作均被認為是「原始色情」。同時，他的夸大妄想亦愈加嚴重。他病症的主要特徵之一是持續撕裂布料和內衣的慾望。1902年9月，弗魯貝爾的病情有所好轉，開始停止騷擾他人，繪畫的內容也變得端莊。於是決定將他轉至由弗拉基米爾·謝爾布斯基主持的莫斯科大學謝爾布斯基中心。
在醫院期間，弗魯貝爾的狀況整體改善，雖然家人仍被禁止探視。畫家開始寫信給妻子，語氣多為自嘲。謝爾布斯基確認了弗拉基米爾·貝赫捷列夫所下的診斷：「由梅毒感染引起的進行性麻痺」，並發現感染發生於1892年。經過汞劑與鎮靜劑的治療後，弗魯貝爾的行為變得較為可預測。他開始接待來賓，包括弗拉基米爾·馮·梅克（Vladimir von Meck）與彼得·孔查洛夫斯基。然而，畫家避免談論藝術，情緒持續陰鬱。唯一可預期的結果是身心逐漸退化。

### 兒子去世及第二次危機

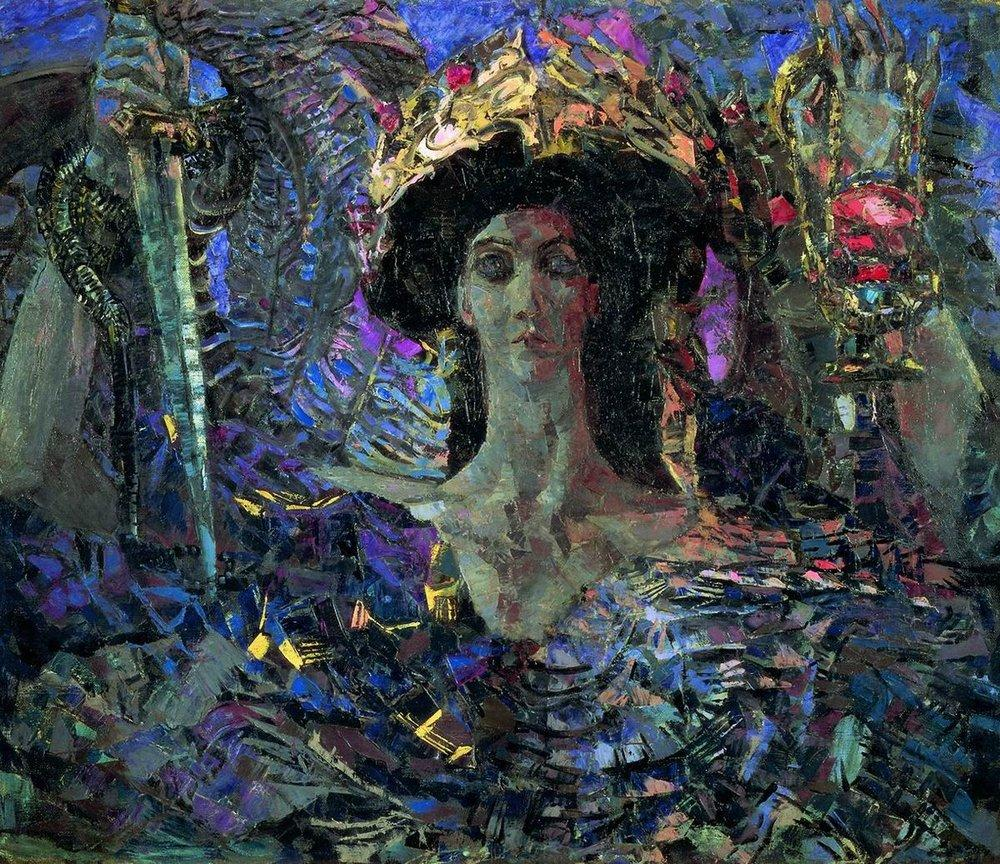
六翼炽天使，1904年。收藏於俄羅斯博物館

1903年2月，弗魯貝爾出院。此時的他精神萎靡、心不在焉，所有繪畫嘗試均無所成。醫生建議將他送往克里米亚療養，然而到了4月，他的冷漠轉為嚴重的抑鬱，畫家不得不返回莫斯科。弗拉基米爾·馮·梅克建議弗魯貝爾一家夏季到他位於基輔省的莊園度過，這多少讓弗魯貝爾心情好轉，娜傑日達也感到欣慰。出發前夕，他兩歲的兒子薩娃病倒。在基輔，病情惡化，5月3日孩子去世。弗魯貝爾從冷漠轉為悲痛，開始積極籌劃葬禮。他試圖表現得堅強，支持沉默不語的妻子。 薩娃葬於拜科夫公墓。失去獨子後，夫妻二人前往馮·梅克莊園，因為他們茫然無措，不知如何繼續生活與應對。在莊園中，弗魯貝爾的精神狀況明顯惡化，一週後他斷然表示：「請把我送到某個地方，否則我會給你們帶來麻煩。」但他又非常害怕被送入位於基輔聖西里爾修道院的醫院。
在他們的好友蒂林醫生建議下，決定將畫家送往里加，安置於鄉村療養機構。弗魯貝爾當時陷入重度抑鬱，意欲自殺，拒絕所有供給的食物。此時的症狀與前次危機截然不同，不再有誇大妄想，而是出現自卑妄想和幻覺。然而，當地醫生未確認別赫捷列夫與謝爾布斯基的診斷，認為弗魯貝爾只是憂鬱中的藝術家，需要繼續工作。於是，弗魯貝爾回到了舊作《復活節叢林》（"Easter jungle"），並將其重新繪製為《阿茲拉伊爾》（"Azrail"）。
娜傑日達致信安娜，表示米哈伊爾失眠，且對自己的臉部畫像不滿，不斷重畫。繪畫未能改善他的精神狀況。此外，畫家虛弱至只能坐輪椅活動。感冒進一步演變為風濕病。家人與朋友都認為他難以撐到翌年春天。然而，畫家奇蹟般存活。1904年7月9日，按照謝爾布斯基的建議，弗魯貝爾被送往位於彼得羅夫斯基公園的費多爾·烏索爾采夫衛生診所。

### 烏索爾采夫診所的治療

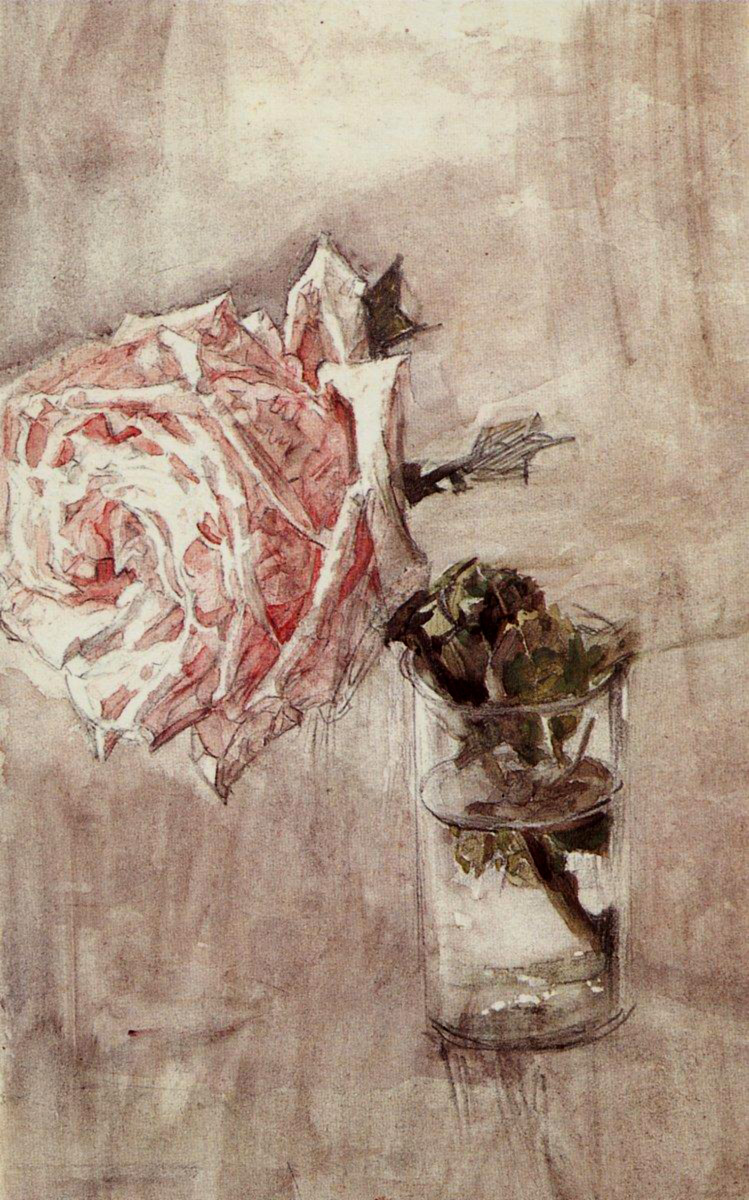
玻璃中的玫瑰，1904年。收藏於特列季亞科夫畫廊

烏索爾采夫醫生診斷弗魯貝爾患有脊髓痨，這是第三期梅毒的一種形式，當梅毒螺旋體僅侵襲脊髓而非大腦時發生。同時，弗魯貝爾的幻覺被認為是藝術家中常見的雙相障礙所致。 由於烏索爾采夫診所採用了先進的治療方法，且娜傑日達與安娜經常探訪（她們在附近租房，每天來看望米哈伊爾），弗魯貝爾幾乎完全康復。有時，他甚至被允許與妻子單獨相處數小時。烏索爾采夫診所的康復理念是讓患者感覺猶如置身家中，因此該診所設於烏索爾采夫醫生的私人住宅，他和家人與患者共同居住。醫生經常邀請藝術家和歌手舉辦家庭音樂會，患者與醫護人員一同參加晚間活動。 烏索爾采夫十分重視弗魯貝爾的藝術創作，並盡力鼓勵他的創作活動。當時，著名精神科醫師及精神病研究先驅之一的帕維爾·卡爾波夫積極與畫家交流。 這段治療大幅改善了畫家的健康狀況。在診所創作的一幅畫上，弗魯貝爾寫道：「獻給我親愛且尊敬的費多爾·阿爾謝涅維奇，復活的弗魯貝爾」。

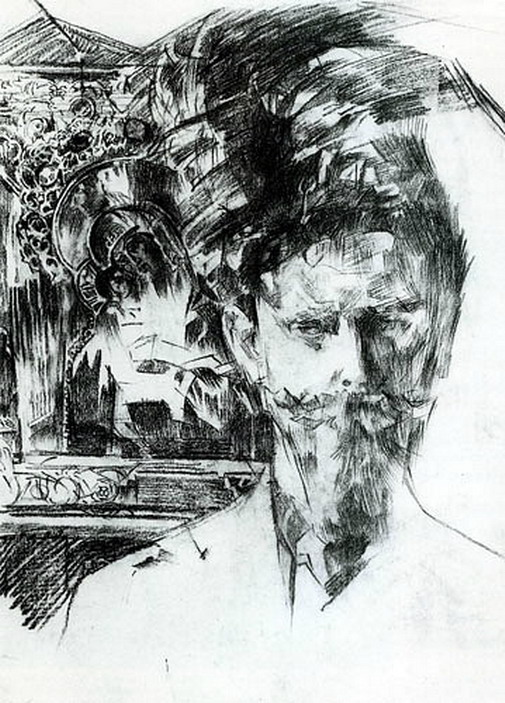
費多爾·烏索爾采夫醫生肖像，背景為聖像，1904年

弗魯貝爾留存至今的重要遺產之一是鉛筆素描。當時，他主要描繪醫生、護理員、病人、熟人，以及紙牌和西洋棋玩家的肖像，還有風景速寫。他也素描房間的角落及一些簡單物件，如椅子、搭在椅子上的衣服、凌亂的床鋪（系列作《失眠》）、燭臺、水壺、玻璃中的玫瑰。也許隨著重返藝術創作，他感受到「努力謙遜地學習人物素描」的需求。畫家摒棄風格化，而採用「天真地再現最細膩的生活印象」。 此外，弗魯貝爾還畫過烏索爾采夫醫生本人、其妻子及一位學生兄弟。保存下來的未完成畫作《烏索爾采夫醫生與金箔聖像背景》展現了畫家僅用一支黑鉛筆，便能精細呈現背景的圖案質感與畫面高光，他在這些細節中「挽救」了人物的臉部表情。
1904年夏，娜傑日達收到马林斯基剧院的邀約。由於弗魯貝爾無法想像沒有她的生活，且烏索爾采夫醫生並未堅持他留在診所，夫妻兩人搬至聖彼得堡。不久，娜傑日達發現自己的聲音因經歷的變故失去了以往的音質，無法再繼續歌劇表演，最終轉向室内乐領域。此時期，弗魯貝爾繪製了大量她的肖像，展現娜傑日達在不同場景下的形象。其中一幅兩米高的畫作《音樂會後》描繪了扎貝拉穿著由弗魯貝爾設計的禮服。

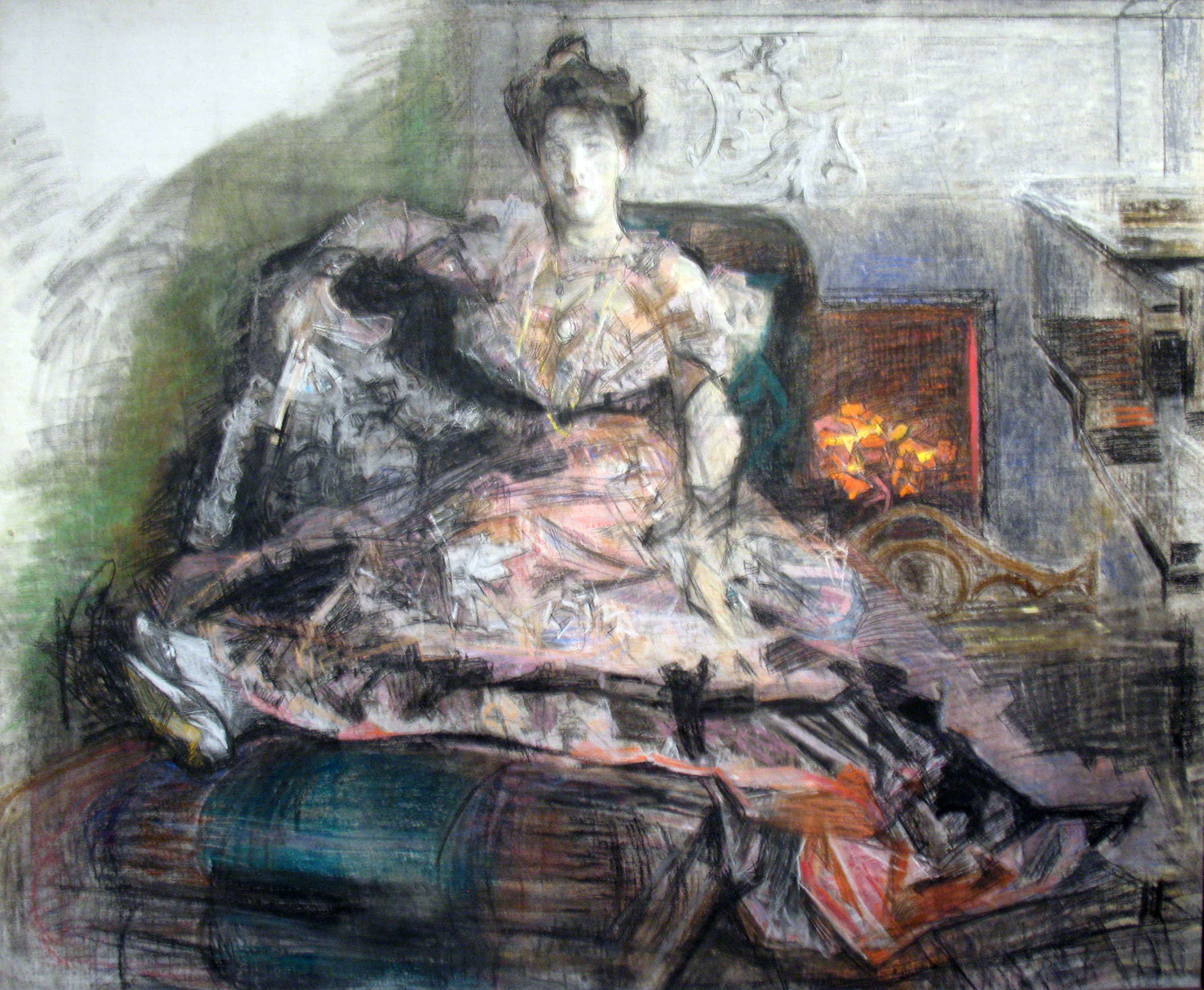
《音樂會後》，1905年。娜傑日達·扎貝拉-弗魯貝爾未完成肖像。收藏於特列季亞科夫畫廊

公眾與評論界對弗魯貝爾藝術的評價發生了重大轉變。1903年，《藝術世界》雜誌第10–11期雙期刊，全面刊登了關於弗魯貝爾及其遺產的內容。該期刊刊載了其畫作的複製品，並且許多評論家公開撤回此前發表的負面評價。此種劇變的原因之一是印象派與象徵主義在歐洲藝術圈中獲得認可。因此，弗魯貝爾作品中特有的象徵性、情感性及形象性逐漸成為潮流。

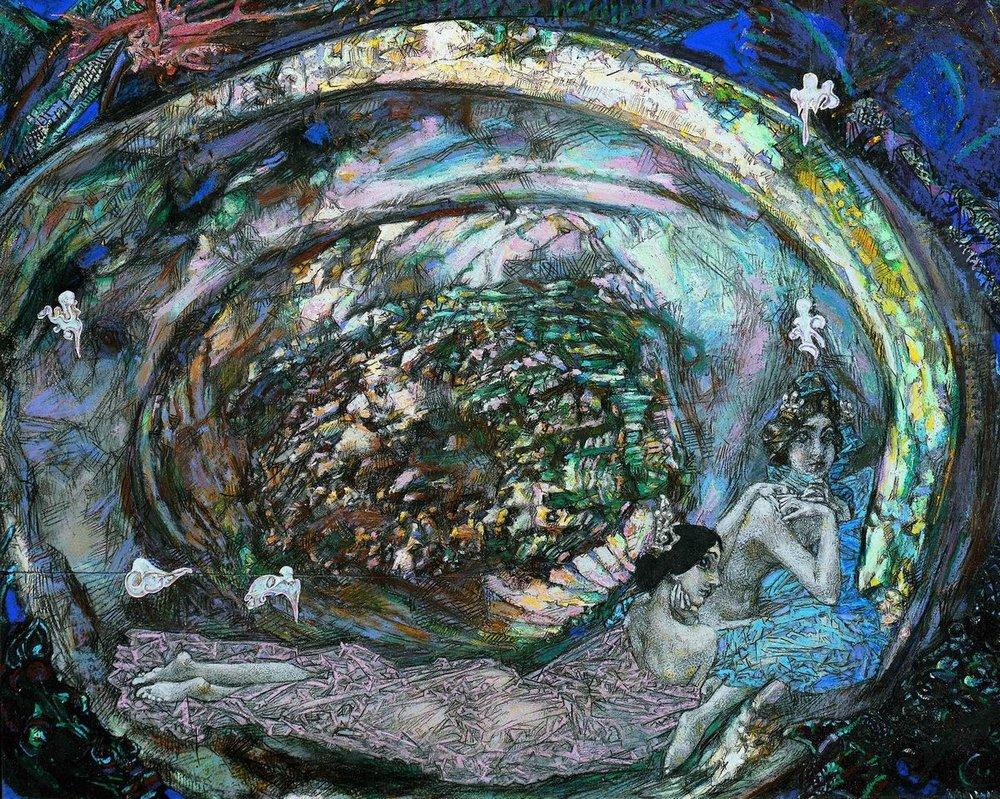
《珍珠貝殼》，1904年。收藏於特列季亞科夫畫廊

1905年，在俄羅斯藝術家聯盟的展覽中，弗魯貝爾的畫作《珍珠貝殼》被展出。與他為萊蒙托夫作品所繪製的插圖類似，弗魯貝爾創作了大量圖稿，試圖捕捉並解決「黑白色彩」的問題。然而，最終版本中卻出現了海公主的形象，弗魯貝爾後來曾對普拉霍夫表示：
 
「畢竟，我並未打算在《珍珠》中畫任何『海公主』。我想傳達的是構成珍珠遊戲的那份現實繪畫，僅是在用鉛筆和炭筆繪製幾幅圖稿後，開始用彩色繪畫時才看見了這些公主。」
然而，德米特里耶娃對這種做法並不欣賞：「他出人意料地在珍珠貝殼中置入的人物，幾乎不配出現在如此神奇的岩洞裡。這些可愛的人物過於類似典型新藝術裝飾中那些長髮飄逸的眾多姐妹；畫家本人也隱約察覺這一點，他對自己這些水妖並不滿意。」弗魯貝爾後來仍然覺得這些人物在畫中帶有某種不合時宜的猥褻意味，是他本意之外的。
1905年2月，弗魯貝爾再次出現精神病症狀。娜傑日達召喚烏索爾采夫醫生從莫斯科來照料他。弗魯貝爾明白一切，並未反抗。3月6日啟程前往莫斯科之前，他開始與親友道別，拜訪了藝術學院的帕維爾·契斯佳科夫，並造訪了帕納耶夫斯基劇院。

### 最後時期藝術創作

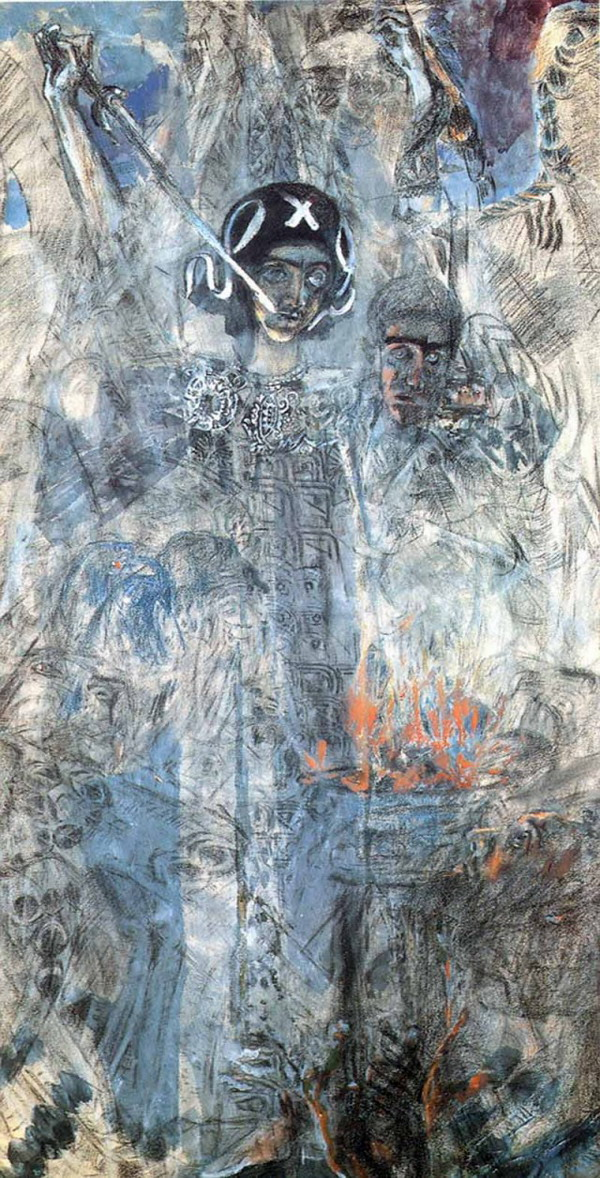
弗魯貝爾最後的畫作《先知以西結的異象》，1906年。收藏於俄羅斯博物館

醫生烏索爾采夫的妻子維拉·烏索爾采娃向娜傑日達描述了米哈伊爾·弗魯貝爾的狀況：
米哈伊爾的狀況沒有改變。他的睡眠似乎稍微長了一些。他通常整晚睡五個小時，偶爾會有幾天睡不到三個小時。他吃得好且按時進食。但不幸的是，他撕破了新買的夏季外套和褲子。他假裝鎮定，上床蓋好毯子，卻開始在僕人發現之前撕扯床單的布料…他的體力仍然很高，這對一個理智的人來說很罕見…你問是否應該給他寫信。不，不應該。他不理會信件，也不自己寫信。他經常處於妄想中…對你的愛是他所有談話中顯而易見的紅線…他向我解釋說，如果在外套和褲子的破洞裡放入多色碎布，對你會有用的……
過了半年，弗魯貝爾才開始對外界環境表現出或多或少的反應能力。然而，他寫給扎貝拉的信中充滿自卑與懺悔。儘管折磨他的「聲音」依然存在，他重新回到先知主題，開始繪製《六翼炽天使》，並著手以先知以西結的異象為題材。然而，由於1906年初他的視力開始急劇下降，證實了漸進性麻痺的診斷，該畫最終未完成。此外，畫家還被診斷出患有視神經病變。 米哈伊爾幾乎完全由妻子負擔醫療費用，這並不輕鬆，因為烏索爾采夫診所每月的費用為100至150盧布，相較之下，瑟布斯基管理的大學診所只需9盧布。劇院管理層理解娜傑日達的困難，將她留在劇團，年薪3600盧布，足以支付費用。

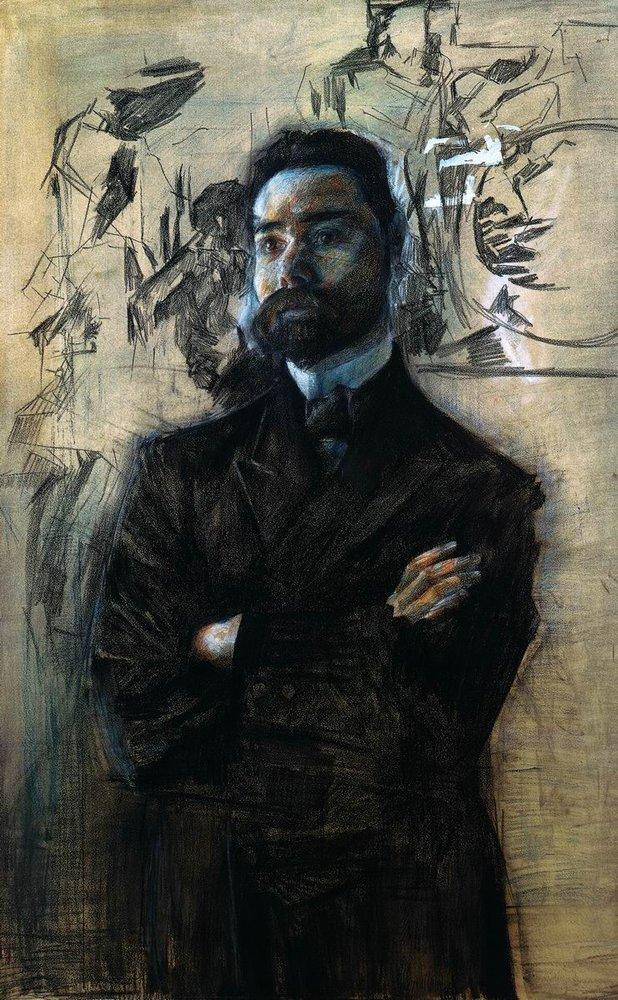
瓦列里·布留索夫肖像，1906年。收藏於特列季亞科夫畫廊

弗魯貝爾的藝術認可度持續提升。1905年11月28日，他因「在藝術領域的聲譽」被授予繪畫院士頭銜。此後，《金羊毛》雜誌主編尼古拉·里亞布辛斯基前往診所探望弗魯貝爾，邀請他為瓦列里·布留索夫繪製肖像，計劃發表一系列當代著名作家的肖像畫，這些肖像將由當時最著名的畫家完成。例如，塞羅夫被邀繪製康斯坦丁·巴尔蒙特。里亞布辛斯基預付了300盧布作為肖像酬勞，並以100盧布購入了弗魯貝爾的自畫像《先知之頭》。布留索夫後來對這次肖像創作經歷描述如下：
門開了，弗魯貝爾走了進來。他步伐沉重不穩，像是拖著腳似地挪動。說實話，我看到他時嚇了一跳。那是一個羸弱而病懨懨的人，身穿一件骯髒皺摺的襯衫，臉上泛著紅色，雙眼如猛禽般銳利；鬍鬚沒有修整，頭髮亂蓬蓬地頂替了鬍鬚的位置。第一印象：這是個瘋子！[…]弗魯貝爾的一舉一動，都明顯透露出精神的失調。但只要他的手一碰到炭筆或鉛筆，就立刻變得異常穩定、自信。他所勾勒出的線條從不出錯。

創作的力量在他體內超越了一切。他這個人正在走向毀滅，正在死去，但藝術家本身依然活著。

在第一次會面中，初稿便已完成。我非常遺憾，當時竟沒有人想到替那張黑白素描拍張照。就技法的力量、臉部表情的張力和人物的神似而言，那幅素描幾乎比他日後用彩色鉛筆繪製的正式肖像還要出色。
之後，里亞布辛斯基委託塞羅夫為弗魯貝爾繪製肖像。他們安排了工作時間，使弗魯貝爾能在早晨繪製布留索夫的肖像，而塞羅夫則在下午畫弗魯貝爾。 儘管娜傑日達·扎貝拉擔心弗魯貝爾是否能承受這樣的壓力，烏索爾采夫堅決表示「作為一位藝術家，他是健康的，且非常健康。」《金羊毛》雜誌第一期於1906年2月1日出版，布留索夫的詩作《致M. A. 弗魯貝爾》作為開篇。十二天後，弗魯貝爾向妻子抱怨他無法閱讀或繪畫。幾天後，他完全失明了。

### 逝世

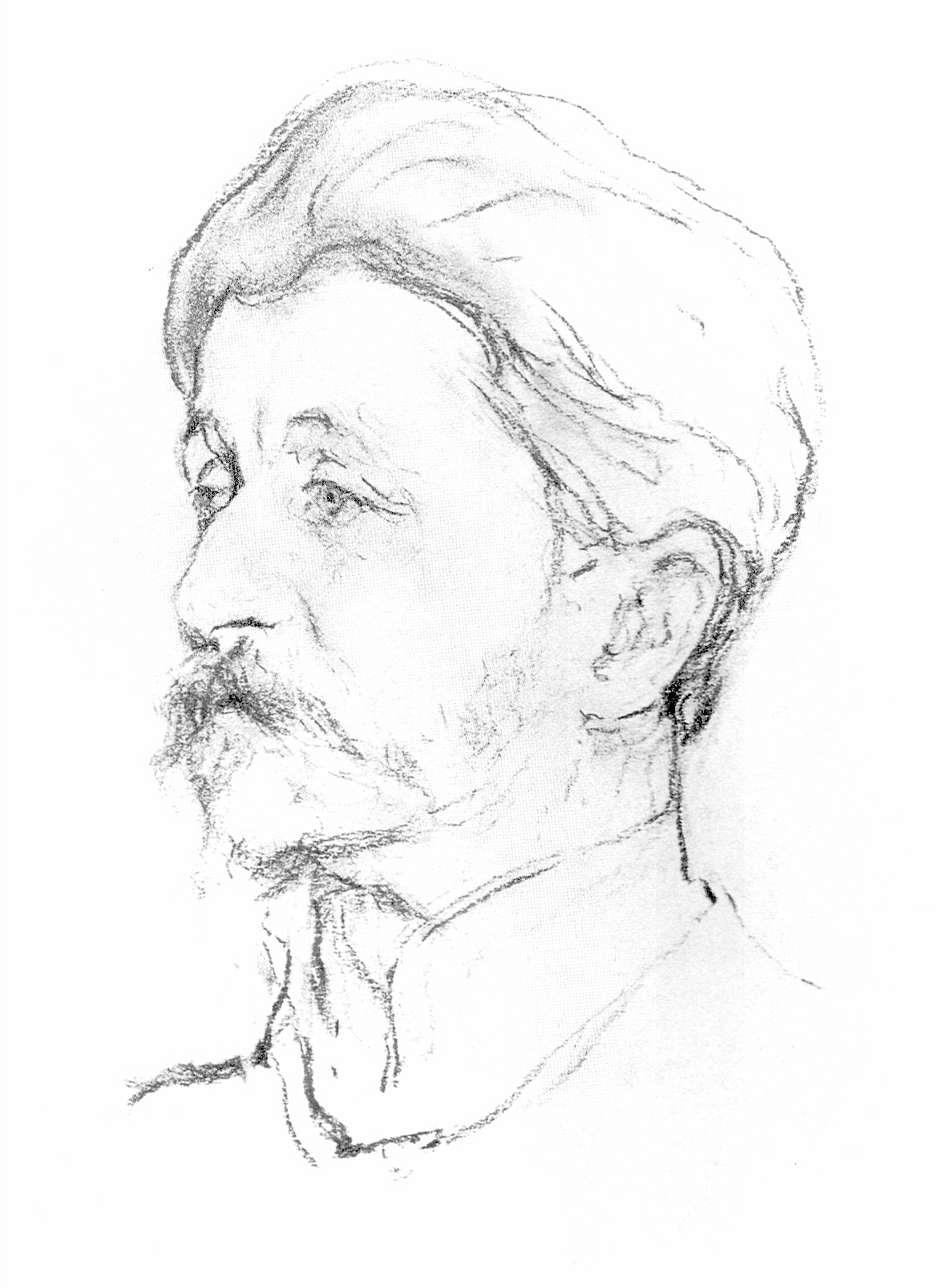
弗魯貝爾肖像，由瓦连京·谢罗夫繪製。1906年開始以真人模特繪製，1907年發表。收藏於特列季亞科夫畫廊

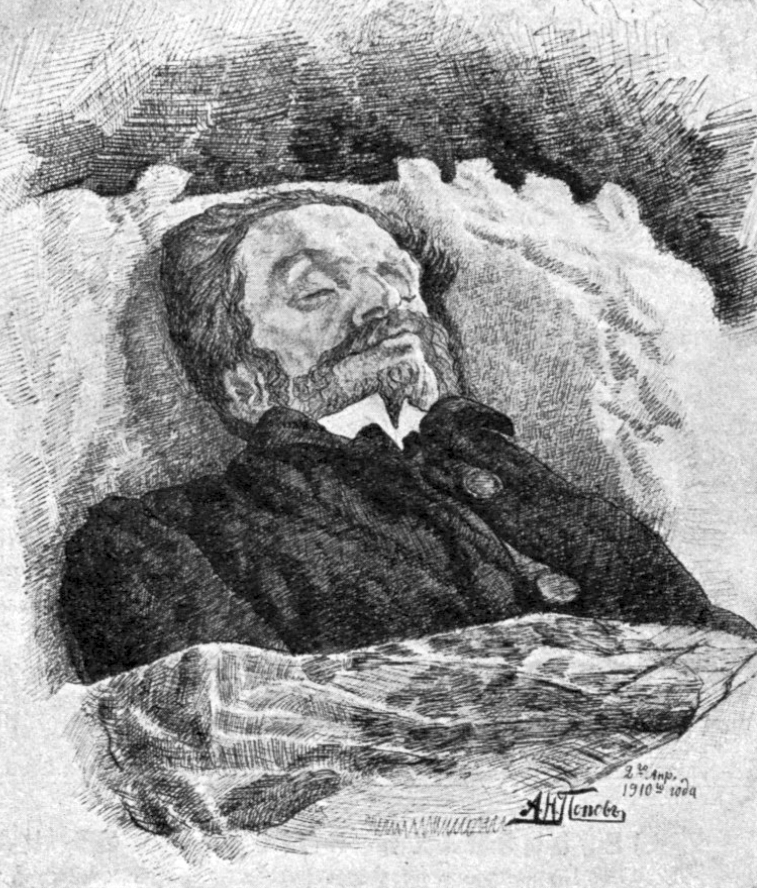
弗魯貝爾遺體。由藝術學院學生A. N. 波波夫於葬禮期間繪製的最後一幅肖像

1906年2月初，安娜探望了弟弟米哈伊爾，後來成為他的護士和嚮導。在與烏索爾采夫商議後，決定將弗魯貝爾帶回聖彼得堡，因為他不需要醫療治療，只需親人和摯愛的支持。安娜和娜傑日達同住一處公寓，而米哈伊爾被安置在由康納謝維奇醫生經營的優秀診所中，畫家就在此慶祝了他的五十歲生日。然而，該診所遠離家中且對生活作息有嚴格規定，因此決定將弗魯貝爾轉移至位於瓦西里岛第四至五線之間、靠近藝術學院的阿道夫·巴里醫院，該處生活作息較為自由。 塞羅夫向藝術學院申請每月津貼以補貼弗魯貝爾的部分醫療費用，申請獲得批准，弗魯貝爾於夏季每月領取75盧布，冬季則為100盧布。
失明後，弗魯貝爾的劇烈癲癇發作明顯減少。娜傑日達定期探望他，有時還會安排家庭音樂會。安娜每天探訪兄長，陪伴散步並朗讀書籍。他們尤其常重讀伊万·屠格涅夫的散文詩和安东·契诃夫的中篇小說《草原》，弗魯貝爾曾以此創作過一幅畫作。葉卡捷琳娜·蓋後來回憶道：
……米哈伊爾·亞歷山大羅維奇非常投入於閱讀，不能接受悲傷的結局，總是另作一個更幸福的新結局……有時他完全陷入自己的世界，無法聽取朗讀或歌聲，開始講述關於他那翡翠色眼睛的童話、古代世界的生活以及他如何創作所有著名的文藝復興作品。

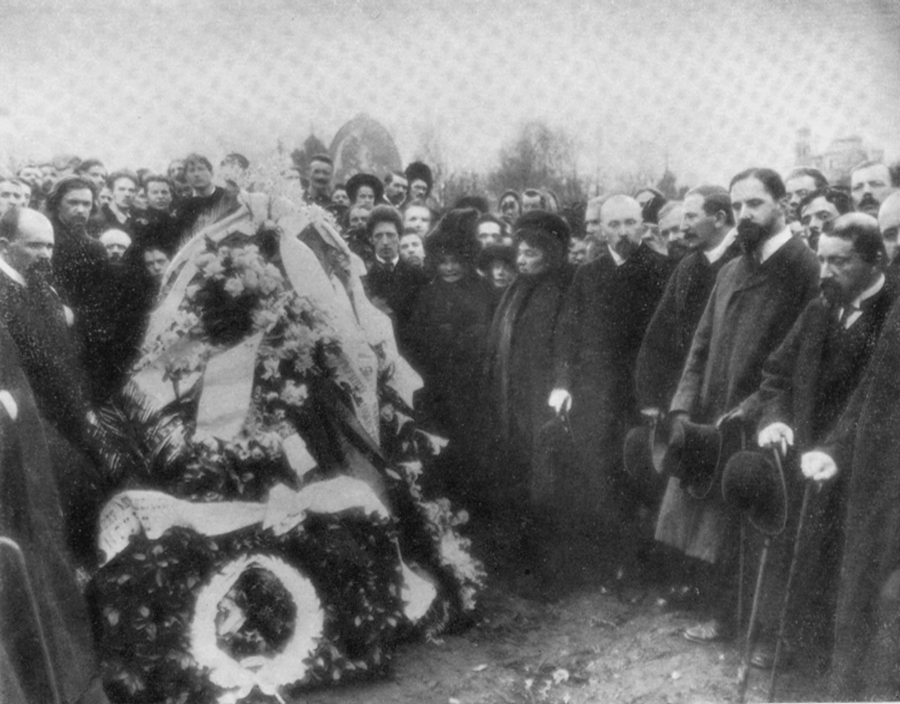
1910年4月3日，弗魯貝爾葬禮。前景花圈右側：亞歷山大·布洛克、葉卡捷琳娜·蓋、娜傑日達·弗魯貝爾、尼古拉·羅里奇、列昂·巴克斯特、伊凡·比利賓、瓦倫丁·塞羅夫

弗魯貝爾晚年幾乎時常出現幻覺，並經常向他人重述他的異象。有些日子他經歷開悟，隨後又抱怨降臨於他的不幸。此外，他還遵循苦行修練，期望恢復失去的視力，拒絕進食，整夜站立於床前。弗魯貝爾甚至無法辨認老朋友，例如波列諾夫。後來安娜·弗魯貝爾回憶說，哥哥在最後一年曾說自己「厭倦了生活」。1910年嚴寒的二月，他故意在開著窗戶的地方站著，誘發肺炎，繼而演變為短暫的結核病。儘管如此，他直到最後一刻仍保持著與生俱來的美學感知。葉卡捷琳娜·蓋回憶他「幾乎愉快地服用奎寧，看到水杨酸钠時卻說：『這真醜』」。甚至在此之前，醫生烏索爾采夫曾寫道：「他與其他病人不同，通常患者最先失去的是最細膩或最具美感的感官，因為對他們來說這些是最後的感官；而弗魯貝爾的美感最後消逝，因為它是他最先擁有的。」
1910年4月1日前夕，弗魯貝爾整理儀容，用科隆水洗澡，並在夜晚對照護他的護士說：「尼古拉，我躺這裡已經夠了，我們要去藝術學院了。」隔日，弗魯貝爾的棺材被安放於藝術學院。死亡證明記錄他「死於進行性麻痺」。

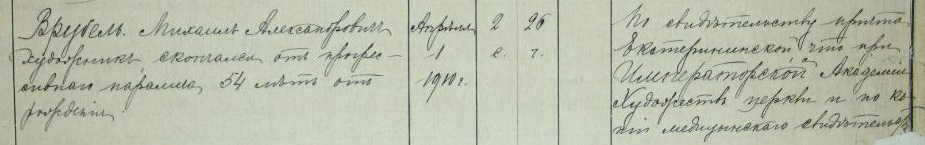
死亡證明上的備註

葉卡捷琳娜·蓋負責安排葬禮並訂製了死亡面具。葬禮於4月3日在聖彼得堡新聖女公墓舉行。 亞歷山大·布洛克在葬禮上致辭，稱這位畫家是「異世界的使者」，他「留下了他的惡魔，作為對抗紫羅蘭色邪惡、對抗黑夜的魔法師。我只能對弗魯貝爾及類似他的藝術家一世紀才向人類揭示的事物戰慄。我們看不見他們所見的世界。」

## 性格
所有認識弗魯貝爾的人都注意到他個性的特殊之處；然而，他與生俱來的性格特徵非常獨特，以至於後來人們通過他的精神疾病視角重新審視這些特點。根據德米特里耶娃的說法，對弗魯貝爾最貼切的描繪是由他的朋友和同事康斯坦丁·科羅文所作，他甚至精確捕捉到了畫家最細微的性格特徵。 科羅文是這樣回憶弗魯貝爾的：
他欣賞德米特里·列維茨基、弗拉基米爾·博羅維科夫斯基、瓦西里·特羅皮寧、亞歷山大·安德烈耶維奇·伊萬諾夫、卡尔·布留洛夫，以及那些老一代的美術學院畫家……有一次，我的朋友帕維爾·圖奇科夫問他對農奴制的看法。

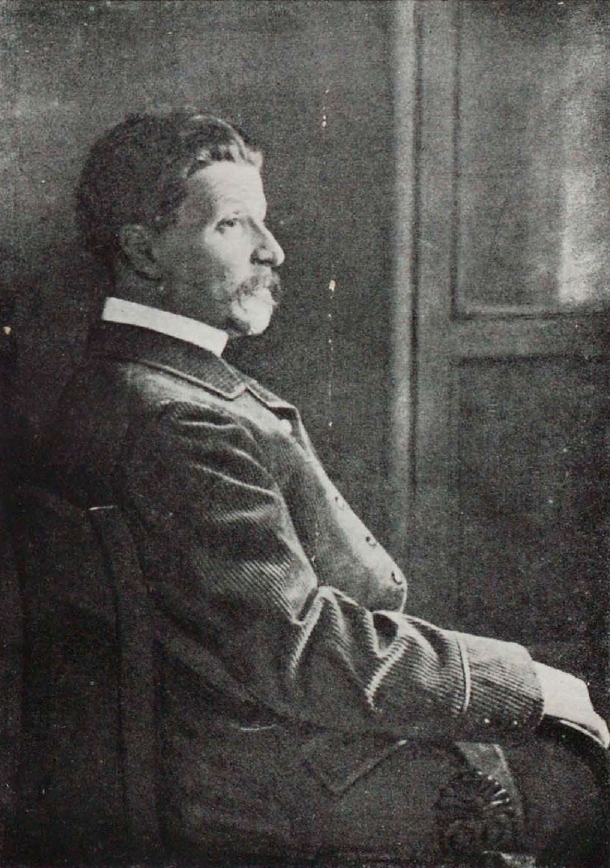
1898 年 K. 科羅文拍攝的弗魯貝爾。

—— 是啊，誤解哪裡都有，西方也一樣。所謂「初夜權」難道就比較體面嗎？還有以前的宗教裁判所？這些在俄國好像都沒有什麼……不過，遺憾的是人民未能理解那些創造美的人。我們的人民不認識普希金；就算讀過的，也只是極少數。真是遺憾……
有人曾在弗魯貝爾面前說，俄國滿街都是醉鬼。

—— 不對，——弗魯貝爾說，——外國人喝得更多。只是那裡根本沒人在意這些，醉漢立刻就被一套完善的警察系統處理掉了。

有一年夏天，弗魯貝爾和我住在多爾戈魯科夫街的畫室裡。他手頭沒錢了，就跟我借了25盧布，然後出門去了。過了不久他回來，拿出一個大盆和一桶水，從一瓶漂亮的科蒂香水瓶裡倒了一些香水進水裡。他脫光衣服站在盆中，用水桶把水澆在自己身上。接著他點燃了畫室裡的鐵爐，把四顆雞蛋扔進去烤，然後用麵包把它們吃掉。那瓶香水他花了20盧布……

—— 太神奇了，我對他說，你這是在做什麼啊，米沙……

他沒聽懂，就像這一切對他來說都是理所當然的。有一次他把《石客》（《石像來客》）中的唐璜素描賣給某人，只賣了3盧布。然後他去買了一副白色羔羊皮手套。戴了一次，他就把手套扔掉，說：
—— 真俗氣啊。

## 遺產與紀念

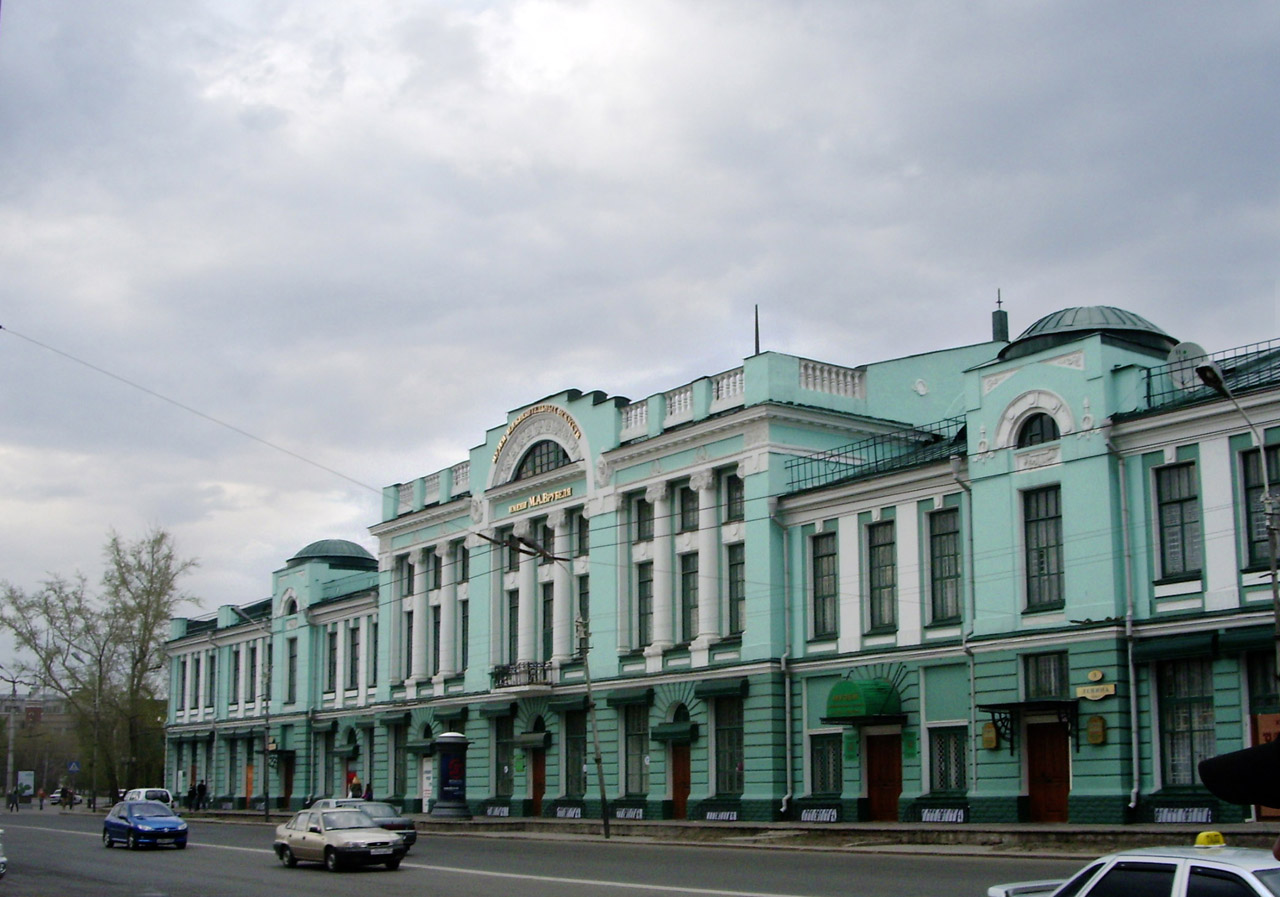
鄂木斯克弗魯貝爾美術館

娜傑日達·扎貝拉-弗魯貝爾於1913年6月20日去世，享年45歲，正是在她參加完音樂會之後不久。她被葬在丈夫身旁。俄羅斯雕塑家列奧尼德·謝爾伍德決定為他們的墓碑建造墓碑，但直到1913年他僅能完成黑色花崗岩基座的安置。十月革命後，諾沃德維奇公墓遭到嚴重破壞，許多墓葬被毀。1930年代，亚历山大·涅夫斯基修道院建立了墓園博物館，開始在公墓中著名藝術家的墓葬遷移到該博物館，但由於資金不足及後來二戰的爆發，遷移工程未完成。據說弗魯貝爾骨灰的轉移也未曾發生。 2015年，民間發起在弗魯貝爾墓地設立新墓碑的活動，但地方政府拒絕安裝。
弗魯貝爾的作品展出於特列季亚科夫画廊、俄羅斯博物館、鄂木斯克弗魯貝爾美術館、基輔藝術畫廊、敖德薩美術館、國立白俄羅斯美術館等地。 鄂木斯克、基輔、沃羅涅日、莫斯科、薩拉托夫、敖德薩等多地均以弗魯貝爾的名字命名了紀念地點和相關物件。
許多研究者與評論家對弗魯貝爾對俄羅斯及全球藝術的影響有不同評價。根據德米特里耶娃的說法，他的角色是「獨特且獨立的」。 她並不認為弗魯貝爾是新藝術運動的典型代表，主要因為他「與新藝術的交集多在其遠非最佳的特徵上」。 德米特里耶娃認為，新藝術對弗魯貝爾來說並不夠有機，遠不如列昂·巴斯特（Léon Bakst）或瓦倫丁·謝羅夫（Valentin Serov）那樣，因為弗魯貝爾追隨的是一種「對深層自然的崇拜」，這在本質上並非「現代」的。
根據弗拉基米爾·列尼亞辛的說法，米哈伊爾·弗魯貝爾能夠將象徵主義作為一種和諧的美學及哲學體系實現在視覺藝術中。作為創作者，他被視為孤獨的存在，從「隱士、煉金術士、來自另一個神秘空間的異鄉人」演變為先知。 克利莫夫（P. Klimov）專門從俄羅斯新藝術的語境出發研究弗魯貝爾的藝術，認為他是俄羅斯現代派中具有革命性的代表。克利莫夫也指出，弗魯貝爾在該文化環境中的地位與亞歷山大·安德烈耶維奇·伊萬諾夫在新古典主義中的地位相當。這一點歸因於弗魯貝爾的天賦以及他後來對俄羅斯藝術世界的熟悉。
克利莫夫認為，弗魯貝爾在「基輔時期」的繪畫中已開始表現出新藝術的特徵，例如形式詮釋中以風格化為主要原則、對綜合藝術的追求、強調輪廓的作用、冷色調以及情緒的象徵主義。
弗魯貝爾風格的快速演變可用他對當時主流藝術流派（如新古典主義或巡迴展畫派）的疏離來解釋，因此他並未嘗試去突破某種教條。弗魯貝爾將學院派視為自身前進的起點，是專業技能的結合。 在個性和藝術思維方面，米哈伊爾是一位明顯的個人主義者；他對社會正義、同僚制或激勵同代藝術家的東正教團結思想感到疏離。此外，弗魯貝爾的孤獨也可純粹由他的社會環境解釋，因為作為資產階級藝術形態的新藝術在1880年代俄羅斯尚未有追隨者，弗魯貝爾不得不等待他的崇拜者、顧客和贊助人直到1890年代中期才出現。

### 書籍
- Бенуа, А. Н. . Moscow: Республика. 1999: 448. ISBN 5-250-02693-1.
- Брюсов, В. Я. . Moscow: ОЛМА-ПРЕСС. 2002: 415. ISBN 5-94850-030-6.
- . Saint Petersburg: Товарищество А. С. Суворина – «Новое время». 1914. ISBN 5-94030-052-9.
- Врубель. . Leningrad: Искусство. 1976: 383.
- Герман, М. Ю. . Moscow: АВРОРА. 2010: 160. ISBN 978-5-7300-0825-0.
- Дмитриева, Н. А. . Искусство. 1993: 361. ISBN 5-210-02552-7.
- Дмитриева, Н. А. . Moscow: Дет. лит. 1984: 143.
- Дмитриева, Н. А. . Moscow: Художник РСФСР. 1990: 180. ISBN 5-7370-0124-5.
- Домитеева, В. М. . Moscow: Молодая Гвардия. 2014: 480. ISBN 978-5-235-03676-5.
- Кириченко, Е. И. . М.: Галарт. 1997: 431. ISBN 5-269-00930-7.
- Климов, П. Ю. . Moscow: Арт-Родник. 2001: 72. ISBN 5-88896-053-5.
- Климов, П. Ю. . Moscow: Арт-Родник. 2010: 416. ISBN 978-5-40400025-2.
- Коровин, К. А. . Moscow: Изобр. иск-во. 1990: 608. ISBN 5-85200-118-X.
- Королёва, С. . Moscow: Комс. правда. 2010: 48.
- Нащокина, М. В. . Moscow: Жираф. 2005: 304. ISBN 5-89832-043-1.
- Савелова, Л.М. . Moscow. 1914.
- Суздалев, П. К. . Moscow: Изобразительное искусство. 1983: 367.
- Суздалев, П. К. . Изобразительное искусство. 1984: 479.
- Тарабукин, Н. М. . Moscow: Искусство. 1974.

## 外部連結
- Vrubel's Demon publication
- Vrubel's Demon descriptions
- Vrubel and Ceramics
- Vrubel and Decorative Panels
- Canvases and biography by Mikhail Alexandrovich Vrubel
- Works by Vrubel at the Russian Art Gallery
- Vrubel's short biography
- Online Vrubel museum
- Mikhail Vrubel Gallery
- Mikhail Vrubel

On Google Art Project
- Demon (sitting)
- Princess Reverie